# Sierra de Pradales
La Sierra de Pradales, también conocida como La Serrezuela de Pradales o simplemente por La Serrezuela, es un pequeño conjunto montañoso situado en la divisoria de las provincias de Segovia y Burgos (Castilla y León, España).

## Geografía
Los límites geográficos de esta formación montañosa se encuentran bastante definidos por los valles de los ríos Duratón y Riaza en sus extremos este y oeste, siendo más difusos en la orientación sur, en donde su pendiente tendida entra en contacto con los macizos de Sepúlveda y Honrubia, los que como la propia Serrezuela, son considerados sistemas periféricos del Sistema Central del que se alejan aproximadamente 20 km. Esta falta de concreción de sus límites se evidencia aún más en la zona sureste de La Serrezuela al colindar esta con los páramos por donde discurre el río Bercimuel en el recorrido que ha de llevarle hasta el Riaza.

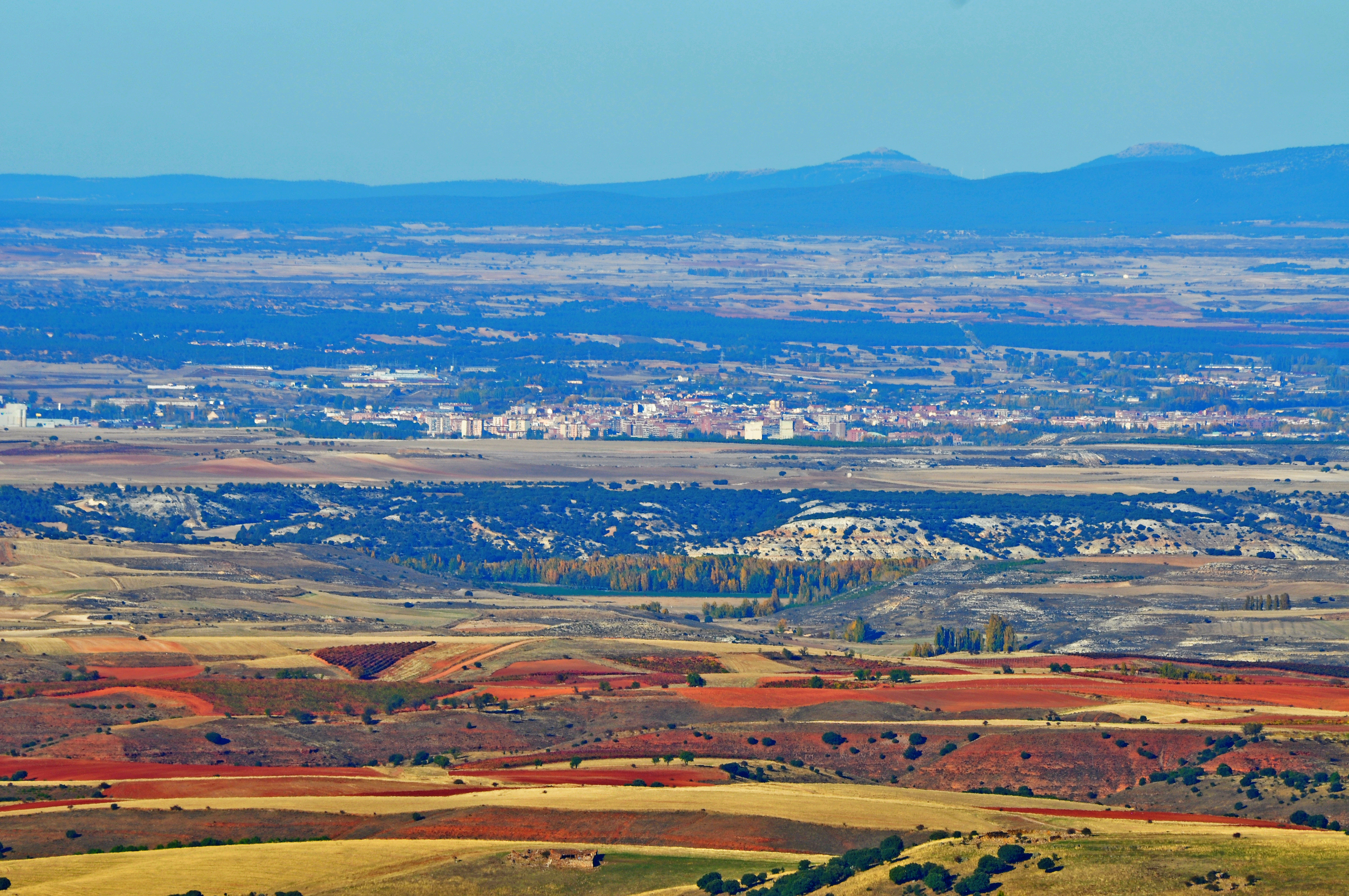
Los páramos burgaleses desde la Sierra de Pradales y a continuación Aranda de Duero. Al fondo el Sistema Ibérico destacando el Pico de la Sierra de 1329 m de altitud y a su derecha el Pico Valdosa en las inmediaciones de Covarrubias.

Hacia el norte el límite se encuentra mucho más definido debido a su característica morfología disimétrica, con unos acusados desniveles que caen sobre los páramos burgaleses de Fuentecén y Haza desde las llamativas crestas aserradas que coronan muchas de la cimas del sector central y oriental, y que al mismo tiempo son la causa de que la gran mayoría de la superficie de la Serrezuela se encuentre dentro del contorno de la provincia de Segovia.
Su disposición es alargada en dirección este-oeste con una distancia de aproximadamente 35 kilómetros entre ambos extremos y aún más escasa la separación entre sus límites norte-sur, con apenas 10 km entre las posibles lindes de estas dos orientaciones, con ese borde sur más difícil de concretar. Por tanto se puede considerar que esta formación montañosa alcanza una superficie total de 400 km².
En cuanto a las alturas, es en el sector centro-oriental donde se distinguen los picos más elevados y además de forma homogénea, ya que se suceden entre los 1300 y 1350 m, alcanzando la mayor elevación en Peñacuerno con 1379,80 m y cuya situación exacta se identifica por hallarse en su cima un vértice geodésico, punto que además sirve de encuentro para los términos municipales de Carabias, Navares de Enmedio y Fuentenebro, segovianos los dos primeros y burgalés el último.
Además de la acusada disimetría que presenta la Sierra de Pradales cuando se comparan las vertientes burgalesa y segoviana, también se encuentran diferencias en el caso de la prominencia. Al sur se percibe menor al limitar esta vertiente con zonas de la campiña del nordeste segoviano con altitudes medias de 950 m s. n. m. y al norte la vertiente burgalesa confronta con los páramos influidos por la depresión del valle del río Duero, por lo que su elevación media es ligeramente inferior, en el entorno de 850 m y presentando por eso una prominencia más relevante.

### Población
Los límites un tanto difusos de las estribaciones al sur de la cuerda principal de la Sierra de Pradales e igualmente los conformados por el poco homogéneo macizo de la misma en su sector oriental, pueden complicar la identificación de los núcleos de población y los términos municipales que forman parte de este sistema geográfico. Gracias al estudio «La Serrezuela de Pradales», realizado por Cayetano-Santos Cascos Maraña y editado en 1991 por la Universidad de Valladolid, se pueden distinguir dos ámbitos poblacionales, el primero el de los pueblos situados en el interior de la sierra y un segundo referente a las localidades denominadas periféricas, que en la época de la realización de dicho trabajo eran las de mayor prosperidad económica frente al atraso que el autor percibía en las primeras, incluso con alguna de ellas ya despoblada en el momento en que se publicó el trabajo, como era el caso de Ciruelos, núcleo de población que hoy sorprende como un caso único al volver a albergar habitantes después de años de permanecer deshabitado.

Después de haber transcurrido más de tres décadas desde la publicación del más amplio estudio geológico y morfológico sobre la Sierra de Pradales, no se ha conseguido invertir la tendencia en la pérdida de población, ni siquiera frenarla, y a día de hoy estas poblaciones continúan reduciendo su número de habitantes, englobándose todas ellas en la figura comúnmente aceptada bajo la denominación de «España vaciada», de hecho los datos del INE correspondientes a 2023, muestran que sólo tres poblaciones de este ámbito geográfico superaban los 100 habitantes ese año. 

«El poblamiento de la Serrezuela está integrado por un número reducido de pequeños núcleos, ninguno de los cuales supera hoy los tres centenares de personas, debiendo distinguirse entre ellos dos tipos muy claros. Por una parte los que están en el interior, con la mayoría de sus términos dentro de la comarca. Estos son 13 y se cuentan entre los más pequeños y vacíos. (1)»
1. «Los pueblos de: Pradales, Aldeanueva de S. [Aldeanueva de la Serrezuela], Villaverde [Villaverde de Montejo], Valdevacas [Valdevacas de Montejo], Villalvilla [Villalvilla de Montejo], Carabias, Ciruelos, Navares de las Cuevas, Castroserracín, Castro de Fuentidueña, Torreadrada, Tejares y Castrojimeno. Su población total (Censo de 1981) es sólo de 730 habitantes, ninguno llega a los 200 y la densidad es de 3,4 h/km².»

«Y, frente a ellos, otro conjunto de núcleos más dinámicos son los situados en la periferia, con una parte de su término, que es la mejor de su terrazgo, en las llanuras de la Cuenca. Son de mayor tamaño y más numerosos -15- y acusan en menor medida el envejecimiento y el éxodo rural. (1)»
1. «Montejo de la Vega [Montejo de la Vega de la Serrezuela], Maderuelo, Moral de Hornuez, Valdevarnés, Fuentemizarra, Navares de Enmedio, Valle de Tabladillo, Honrubia de la Cuesta, Aldehorno, y S.Miguel de Bernuy [San Miguel de Bernuy]. Una densidad de 8,5 h/km²., para un conjunto de los 15 pueblos, una decena supera los 150 habitantes y 5 de ellos los 200.»

| Poblaciones del interior    | Altitud | hab. | Poblaciones periféricas                   | Altitud | hab. |
| --------------------------- | ------- | ---- | ----------------------------------------- | ------- | ---- |
| Ciruelos                    | 1169 m  | 3    | Moral de Hornuez                          | 1105 m  | 42   |
| Carabias                    | 1135 m  | 51   | Navares de Enmedio                        | 1044 m  | 91   |
| Aldeanueva de la Serrezuela | 1131 m  | 42   | Honrubia de la Cuesta                     | 1001 m  | 52   |
| Castroserracín              | 1127 m  | 35   | Fuentemizarra                             | 1000 m  | 19   |
| Valdevacas de Montejo       | 1123 m  | 29   | Valdevarnés                               | 981 m   | 12   |
| Navares de las Cuevas       | 1114 m  | 20   | Aldehorno                                 | 967 m   | 55   |
| Castro de Fuentidueña       | 1096 m  | 46   | Maderuelo                                 | 965 m   | 109  |
| Torreadrada                 | 1086 m  | 52   | Valle de Tabladillo                       | 944 m   | 76   |
| Castrojimeno                | 1076 m  | 31   | Linares del Arroyo (desaparecido en 1951) | 912 m   | -    |
| Villalvilla de Montejo      | 1072 m  | 20   | Montejo de la Vega de la Serrezuela       | 870 m   | 128  |
| Villaverde de Montejo       | 1055 m  | 24   | San Miguel de Bernuy                      | 844 m   | 136  |
| Tejares                     | 1017 m  | 11   |                                           |         |      |

Fuente: La Serrezuela de Pradales. Estudio geomorfológico. Cayetano-Santos Cascos Maraña. Universidad de Valladolid. ISBN 84-7762-204-3

## Cimas

La vertiente norte de la Sierra de Pradales vista desde las inmediaciones de Aldeanueva de la Serrezuela.

| Cima               | Altitud   | Coordenadas                | Municipio                   |
| ------------------ | --------- | -------------------------- | --------------------------- |
| Pico de Peñacuerno | 1379,80 m | 41°27′27.8″ N 3°43′47.4″ O | Fuentenebro                 |
| Pico Chorra        | 1363,20 m | 41°27′3.2″ N 3°44′58.6″ O  | Aldeanueva de la Serrezuela |
| Fuente Rubio       | 1325 m    | 41°26′31.6″ N 3°46′18.6″ O | Aldeanueva de La Serrezuela |
| Pico Rubio         | 1316 m    | 41°27′27.8″ N 3°43′47.4″ O | Torreadrada                 |
| Pico Casero        | 1312 m    | 41°25′53.8″ N 3°48′41.3″ O | Torreadrada                 |
| Pico Blanco        | 1309 m    | 41°25′43.6″ N 3°47′53.1″ O | Torreadrada                 |
| Cerro Lucas        | 1298 m    | 41°28′15.4″ N 3°39′26.8″ O | Moral de Hornuez            |
| Pico Cebollero     | 1276 m    | 41°27′33.4″ N 3°39′51.9″ O | Carabias                    |

| Puerto de montaña     | Altitud | Coordenadas                | Municipio                   |
| --------------------- | ------- | -------------------------- | --------------------------- |
| Alto de la Serrezuela | 1317 m  | 41°26′34.4″ N 3°46′22.4″ O | Aldeanueva de la Serrezuela |

## Geología
La Sierra de Pradales y sus macizos satélite de Sepúlveda y Honrubia se consideran estribaciones o estructuras periféricas del Sistema Central, concurriendo ciertas características tectónicas comunes en todos ellos en cuanto a la escala temporal en donde se puede situar su origen, y también geográficas al del resto de sierras y piedemontes segovianos por su orientación suroeste-noreste.

- «A partir del Paleógeno se empiezan a sentir los efectos de la orogenia alpina, que en este sector produce el levantamiento del Sistema Central y sus macizos satélites (Sepúlveda-Serrezuela, Zarzuela-Lastras) […]»
- «Durante el Neógeno se intensifica la elevación del Sistema Central y sus macizos satélites, con la formación de los pliegues y fallas en los materiales mesozoicos y la desnivelación a favor de grandes fracturas de las rocas paleozoicas. Los relieves recién formados (Sistema Central, Serrezuela), inmediatamente son erosionados formando amplios abanicos aluviales al pie de los torrentes que emergen de las montañas; arrastran y depositan cantos y gravas, arenas, limos y arcillas.»

El Instituto Geológico y Minero de España en su mapa geológico también hace referencia a la peculiaridad de esta formación montañosa, que aunque escasa en superficie y altitud, sí supone un elemento de distorsión entre los páramos y campiñas circundantes:

«Desde el punto de vista morfoestructural, la Hoja de Maderuelo presenta una marcada originalidad con respecto al marco en el que se encuadra (Depresión del Duero), debido a la existencia de la Serrezuela de Pradales, relieve que imprime el carácter de la comarca.»

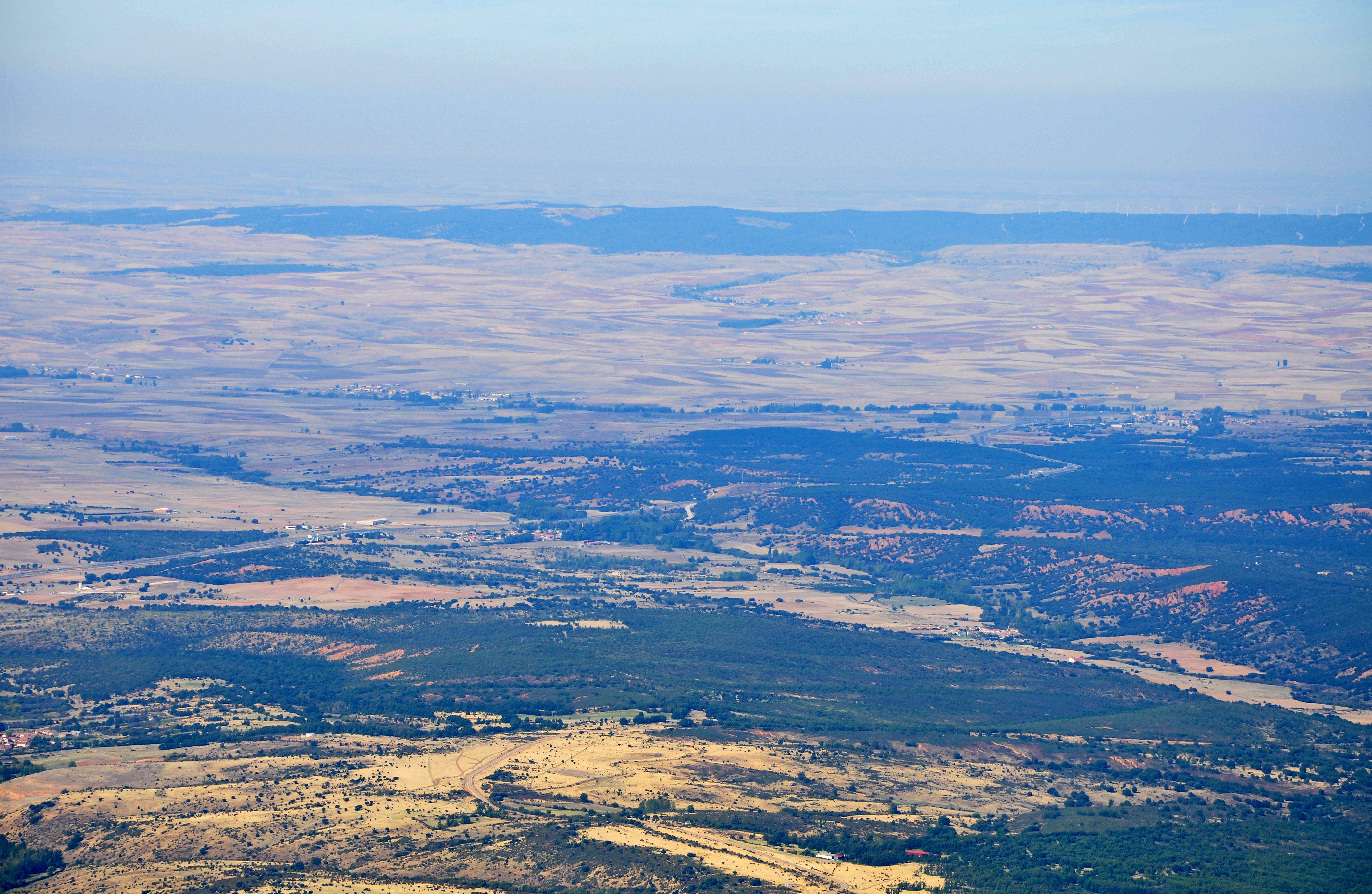
Al fondo, en la línea del horizonte, la Sierra de Pradales vista desde el Pico del Lobo en la Sierra de Ayllón.

El estudio pormenorizado de La Sierra de Pradales indica que constituye la formación geológica de mayor importancia en la provincia de Segovia, describiéndose así en el libro «Las raíces del paisaje. Condicionantes geológicos del territorio de Segovia»:
«Esta unidad es la que mayor diversidad geológica presenta de toda la provincia, ya que incluye, del núcleo hacia los bordes: rocas metamórficas (gneises, cuarcitas, pizarras); areniscas del Triásico; calizas, margas y dolomías del Jurásico; y arenas, areniscas, calizas, dolomías y margas del Cretácico. Por esto motivo, se trata de un lugar privilegiado para la interpretación geológica.» 

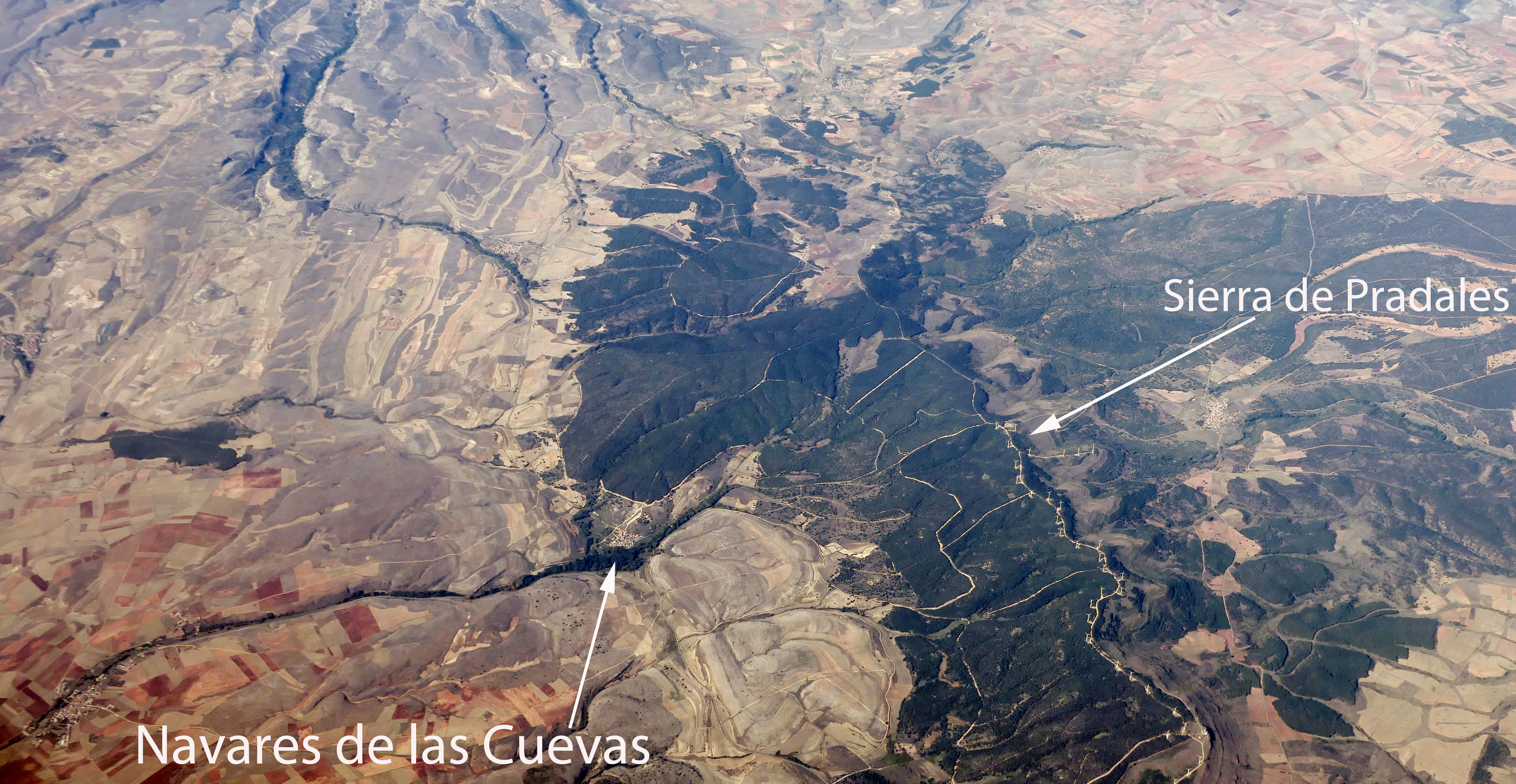
Vista aérea del cordal principal de la Sierra de Pradales.

Igualmente y a pesar de la relativa distancia que existe entre la Sierra de Pradales y la Sierra de Guadarrama, ambas están relacionadas desde el punto de vista tectónico:

«la génesis inicial de la Serrezuela se relaciona con el desplazamiento de la escama de zócalo más septentrional y más levantada de este tramo del Sistema Central. La compleja y relativamente potente cobertera mesozoica que recubría el basamento se desplazó asociada a esta escama formando en el frente del cabalgamiento una gran flexión anticlinal compleja vergente al Norte, con una deformación central acusada y un descenso paulatino del eje hacia los bordes […]»
Existe una apreciable diferencia entre el sector central-occidental y el oriental, presentando menor altitud este último y una cuerda de perfil menos homogéneo, también por eso de identificación más confusa, con cimas o cerros aislados y erosionados:
«Se encuentran estructuras de cerros testigo como el cerro de Valdevacas, cerro troncocónico de 1148 msnm. El área carbonatada constituye un relieve de pedimento donde la altitud disminuye paulatinamente hasta un mínimo en el lecho del Riaza.»
Desde el punto de vista morfológico la característica más llamativa del cordal principal de la Serrezuela, es la continuada y homogénea cresta que discurre durante centenares de metros y que además sirve de frontera entre las muy desiguales vertientes norte y sur, precisamente en la zona que presenta mayor altitud.
«En este sentido, un papel sobresaliente posee la que denominamos «cresta principal» o «cresta de la Serrezuela», una alineación bien destacada, compacta y fuertemente disimétrica en su perfil transversal. Con dirección Este-Oeste se prolonga en casi 20 Km. desde las cercanías de Villalvilla. Mirando al Norte su frente se eleva como un murallón entre 180 y casi 250 metros sobre su pie, con pendientes medias de casi 20°, si bien en ciertos tramos los taludes superan las de la gravedad y la coronación, de trazado un tanto sinuoso, suele corresponder a un cantil vertical de 20 a 35 m En su cumbre, bastante uniforme en altitud (en torno a 1300 m), se hallan las cotas máximas de la comarca en entre ellas la ya citada de Peñacuerno.»

## Hidrología
La reducida extensión y la moderada altitud de la Sierra de Pradales es la causa de que sean escasos los cursos de agua que puedan reseñarse por su importancia, en cualquier caso se originen estos en la vertiente sur o en la norte, su régimen fluvial sufre intensamente los rigores del estiaje.
De la marcada diferencia que se constata entre los cursos de agua originados en las vertientes norte y sur de la Sierra de Pradales, provocada por la acusada disimetría del cordal central, el Instituto Geológico y Minero de España en su Mapa Geológico dice:
«La importancia de este escarpe, formado por las dolomías del Rethiense, con respecto a los restantes (en calizas y dolomías del Cretácico superior), no se debe a factores endógenos ya que la tectónica es similar en ambos casos y las litologías son incluso algo menos competentes; se debe por contra a factores exógenos de carácter azonal, dada la mayor capacidad disectiva de los cursos de agua que drenan la ladera norte de la Serrezuela frente a los cursos de agua que drenan la ladera sur. Esta disección más enérgica en la ladera septentrional se debe, a su vez, al hecho de que los cursos de agua desembocan directamente en los ríos Duratón o Riaza, mientras que los arroyos de la ladera meridional lo hacen a través de colectores como el Arroyo de las Vegas o el Bercimuel, que confluyen el Duratón o Riaza (respectivamente) a cota mucho más elevadas.»

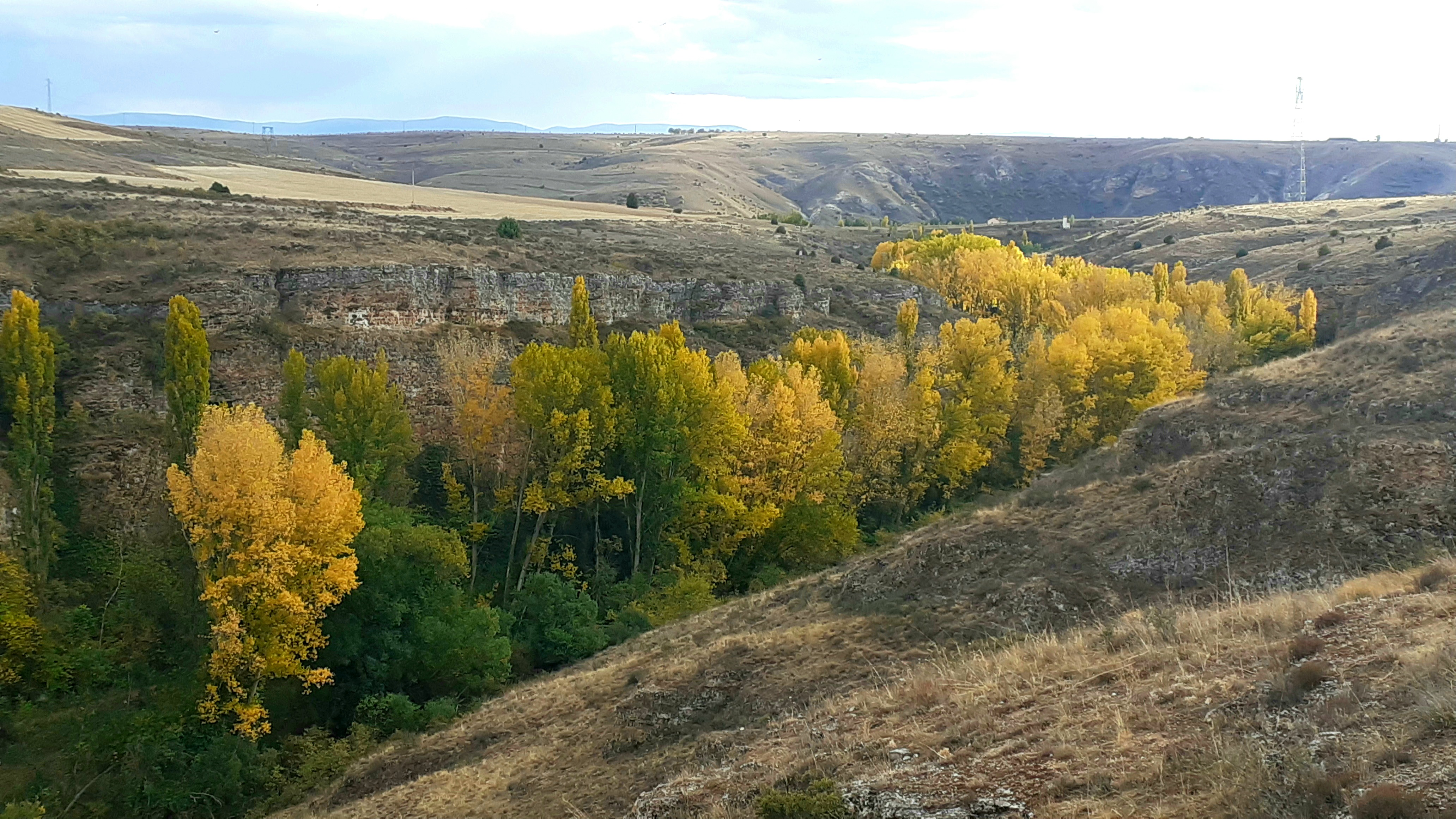
El río Ayuso moldea una espectacular hoz de aproximadamente 4 km en su tramo final antes de desaguar en el Duratón. En la cultura popular se conoce este paraje como la Hocecilla, encotrándose también escrito como "Ocecilla".

Como ríos o como arroyos todos ellos son tributarios únicamente en dos cuencas, las de los ríos Riaza y Duratón, de hecho todos los nacidos en las laderas burgalesas son afluentes del Riaza pocos kilómetros antes de desaguar en el Duero. En cambio los que nacen en la cara sur de esta sierra envían sus aguas al mismo río Riaza, pero en este caso en el tránsito que realizan por la provincia de Segovia, en las tierras cercanas al embalse de Linares. La otra cuenca que se beneficia de los ríos o arroyos que descienden desde la cara sur de La Serrezuela es la del Duratón, siendo el de mayor entidad el río Ayuso o de la Hoz que después de casi 34 km de recorrido desemboca en el término de Sepúlveda. Este río Ayuso no solo es el más importante de los afluentes del Duratón sino el que cuenta con la cuenca de mayor superficie de los nacidos en la Sierra de Pradales, ya que esta alcanza los 213 km² y atraviesa siete términos municipales del nordeste segoviano desde su nacimiento a pocos metros de la cima del Pico de Peñacuerno.

## Medio natural

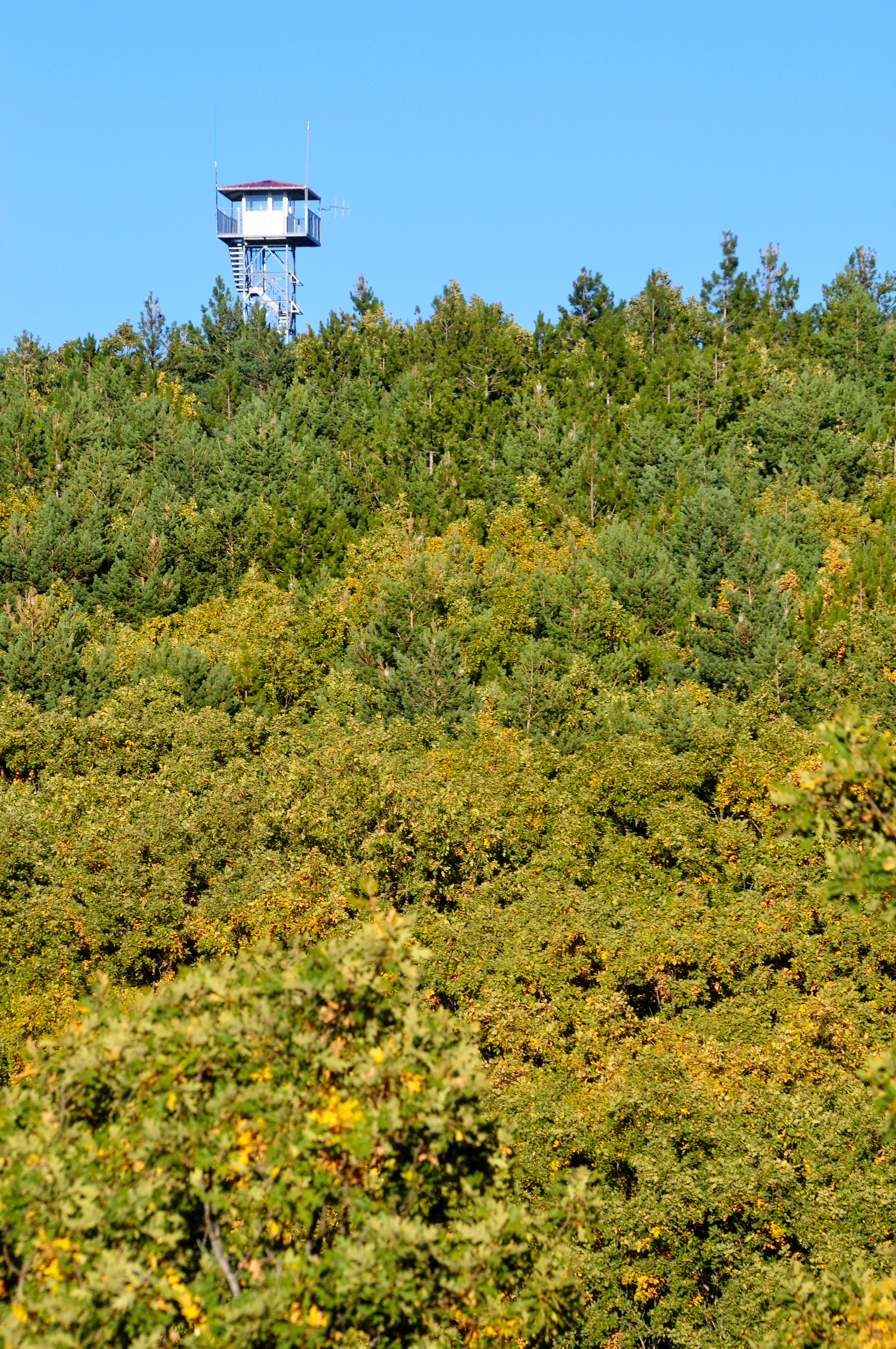
Torre contraincendios en la Sierra de Pradales sobre una masa boscosa de pinus pinaster, sylvestris y Quercus pyrenaica.

De los aproximadamente 400 km² de extensión de la Sierra de Pradales, una pequeña parte de ellos se corresponden a un LIC (Lugar de Importancia Comunitaria). En total 1.335,24 ha. de su extensión forman parte de la Red Natura 2000 a través del LIC Sierra de Pradales, figura que fue propuesta el año 2004(6) y que constituye la única zona de la Serrezuela que dispone de un catálogo actualizado de su flora (Informe Junta Castilla y León, 2013).
De entre todas las especies presentes en su medio natural existen dos que sobresalen por su estado de conservación, en la flora el Apium repens que se encuentra clasificada como vulnerable en Europa y de la fauna el Canis Lupus o lobo ibérico con alguna manada itinerante.

### Flora
En principio se identifican diversas comunidades vegetales en la Sierra de Pradales y aunque sólo han sido catalogadas las que se encuentran dentro del contorno de su LIC, es evidente que su presencia puede hacerse extensiva fuera de estos límites protegidos de la Red Natura 2000.

En el trabajo «Contribución al conocimiento de la flora de la Sierra de Pradales» se han determinado 286 especies de plantas vasculares, alguna de ellas amenazada, constatándose que los taxones catalogados tienen más en común con la cuenca del río Duratón que con la del río Riaza. De la importancia botánica de este entorno natural se puede leer en dicho trabajo:
«Ante la vasta y conocida variedad de formaciones naturales castellano-leonesas esta pequeña sierra se hace un hueco entre ellas. Resulta curioso que ante el alto grado de conocimiento de la flora de la Península Ibérica no se hayan realizado estudios de botánicos de esta formación como tal hasta el momento.»

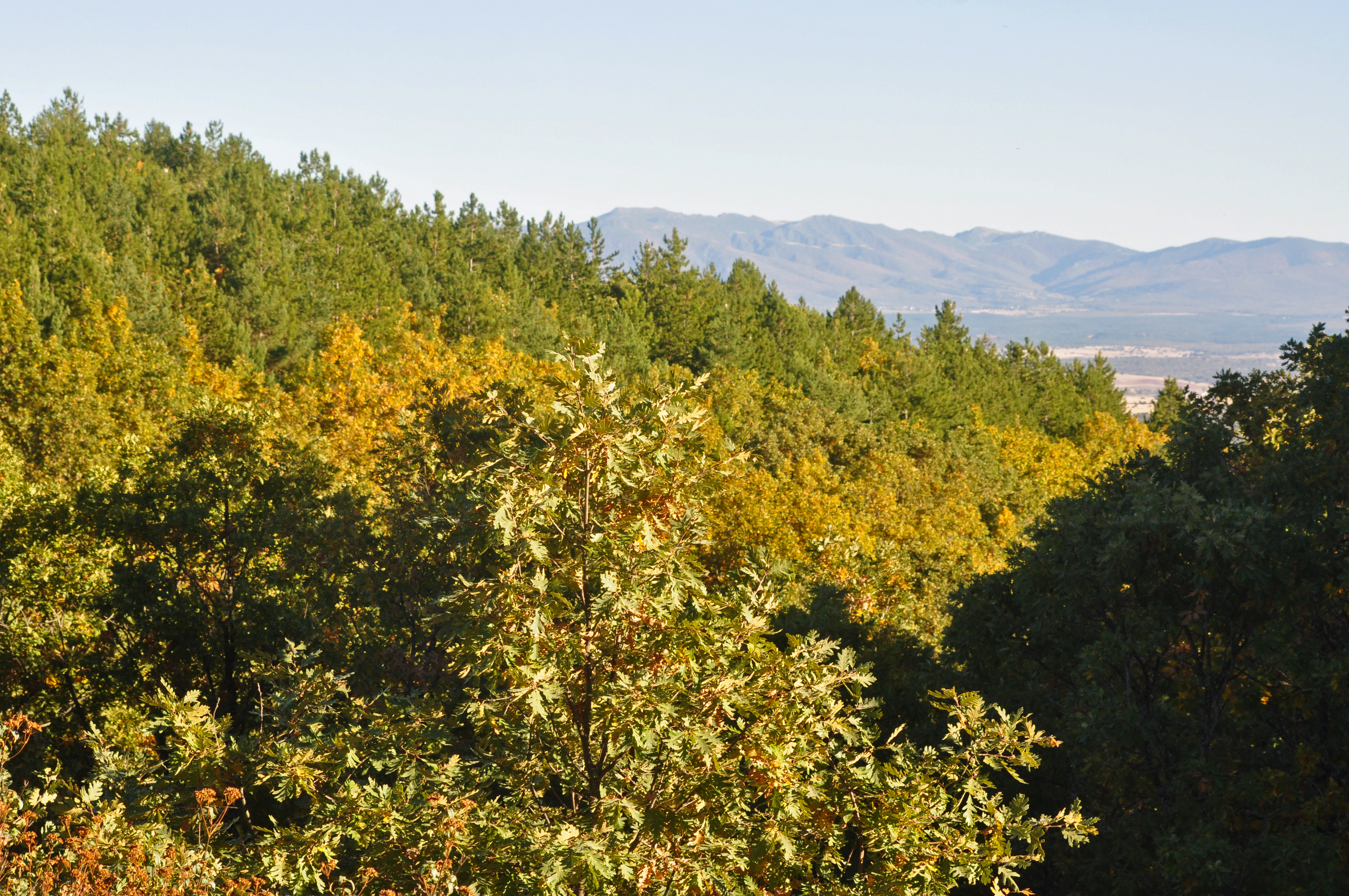
Bosque mixto de Pinus pinaster, sylvertris y Quercus pyrenaica. Al fondo la Sierra de Ayllón.

Los bosques de repoblación de Pinus pinaster y Pinus sylvestris son los que ocupan una mayor superficie, aunque en este caso se intercalan los masivos rebollares de Quercus Pyrenaica que poco a poco comienzan a asomar entre los pinos después de siglos de haber sido talados a matarrasa debido al uso intensivo de su madera como combustible, siendo este bosque mixto de coníferas y quercíneas el que mayor superficie ocupa sobre el total, más del 40%.
Otras comunidades vegetales presentes en el territorio de La Serrezuela son las formadas por los bosques de ribera, con fresnedas, saucedas y choperas, posiblemente las más llamativas cromáticamente por sus intensos colores amarillos en otoño; los espinares caducifolios forman otra comunidad de especial importancia por la protección que aportan a la fauna de la zona y las bayas que constituyen una fuente importante de su alimentación.

### Fauna
La relación de especies es extensa pero en el espacio LIC Sierra de Pradales, el único catalogado del entorno, entre las aves destacan diversas rapaces: alcotán europeo, águila culebrera y calzada, aguilucho pálido, gavilán rastrero, autillo europeo, azor común, búho chico, busardo ratonero, cernícalo primilla y común, milano real y común, etc.
En cuanto a los mamíferos de gran tamaño encontramos una importante población de corzo y jabalí, aunque el más representativo es el lobo ibérico del que ocasionalmente se ha notificado algún ataque al ganado en el entorno de Aldeanueva de la Serrezuela.

### Toponimia
Otra muestra de la riqueza natural que atesora en sus límites la Serrezuela se manifiesta en los topónimos menores, que desde hace siglos han perdurado hasta día de hoy para identificar parajes concretos, en este caso los que hacen referencia a la flora (fitotopónimos) y la fauna (zootopónimos), en contraposición a la menor presencia  de los antropónimos que sí aparecen de forma más habitual en las zonas llanas aledañas.

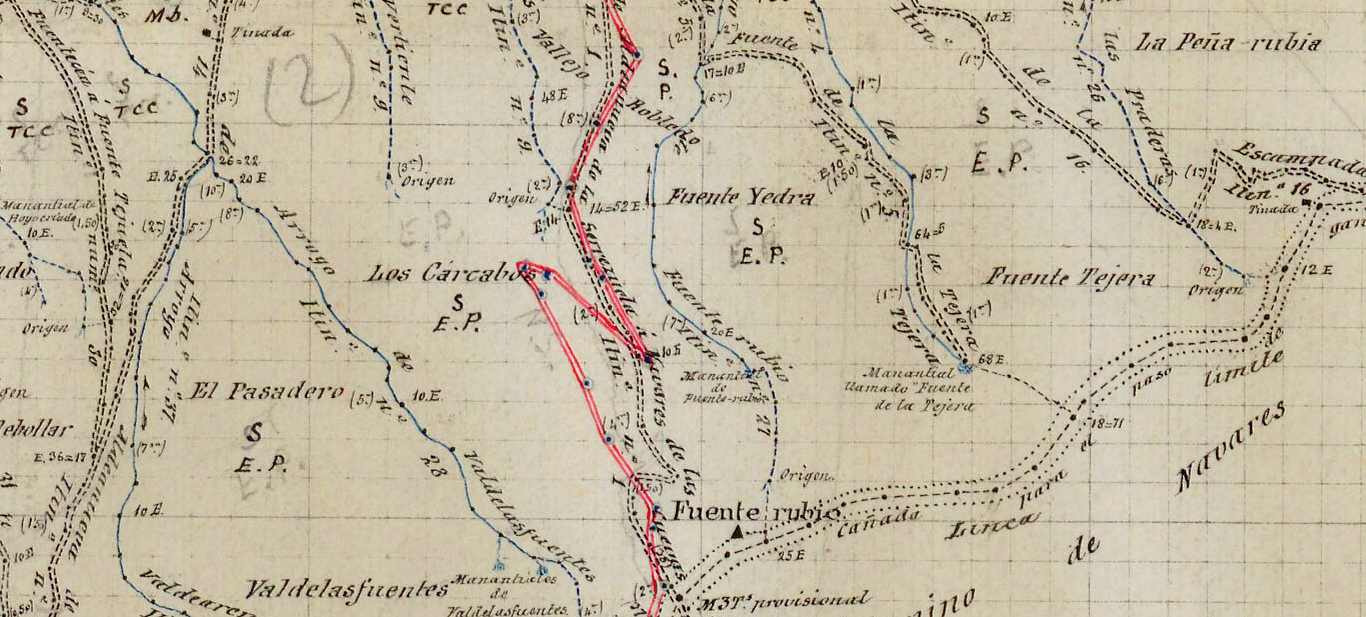
Fitotopónimos que aparecen en una sección de la planimetría de Aldeanueva de la Serrezuela del año 1902: Fuente Tejera, Arroyo de la Tejera, Fuente Rubio, Fuente Yedra, el Rebollar, Vallejo Robledo. Instituto Geográfico Nacional (Planimetrías, Altimetrías y Conjuntas).

De todos ellos, el más importante históricamente es el que actualmente se conoce indistintamente como Fuente Tejuela o Fuentejuela, apareciendo de forma relevante en el Fuero de Sepúlveda redactado en 1076 citado como «a fonte Teiola cum Serrizola», que hoy se traduciría por «la fuente Tejuela en la Serrezuela», lugar que sirvió de mojón para identificar uno de los límites septentrionales del territorio de la Comunidad de Villa y Tierra de Sepúlveda. Dicho paraje se encuentra en el límite sur del término de Aldeanueva de la Serrezuela y por eso a escasos metros del cordal principal y de mayor altitud de la sierra. En cualquier caso su significado no alberga dudas, haciendo mención a un paraje en donde brotaba un manantial y que hace casi un milenio debió contar con la existencia de una tejera o con dispersos pero llamativos ejemplares de tejo (Taxus baccata), pues en las cercanías aún se identifican más lugares o elementos del paisaje con el fitotopónimo que hace referencia a dicha conífera, de este modo la riqueza de semejante patrimonio inmaterial se manifiesta al haberse mantenido durante siglos topónimos que se refieren a especies de la flora actualmente desaparecidas en la Sierra de Pradales:
«La existencia de ciertos topónimos alusivos al tejo (Arroyo de la Tejera, Pico del Tejo) parece sugerir la presencia de esta especie en la Serrezuela de Pradales en épocas anteriores. Las entrevistas a los lugareños no han arrojado ninguna luz al respecto, por lo que la hipótesis planteada debe tener en cuenta que la desaparición del tejo debió ser muy antigua.»

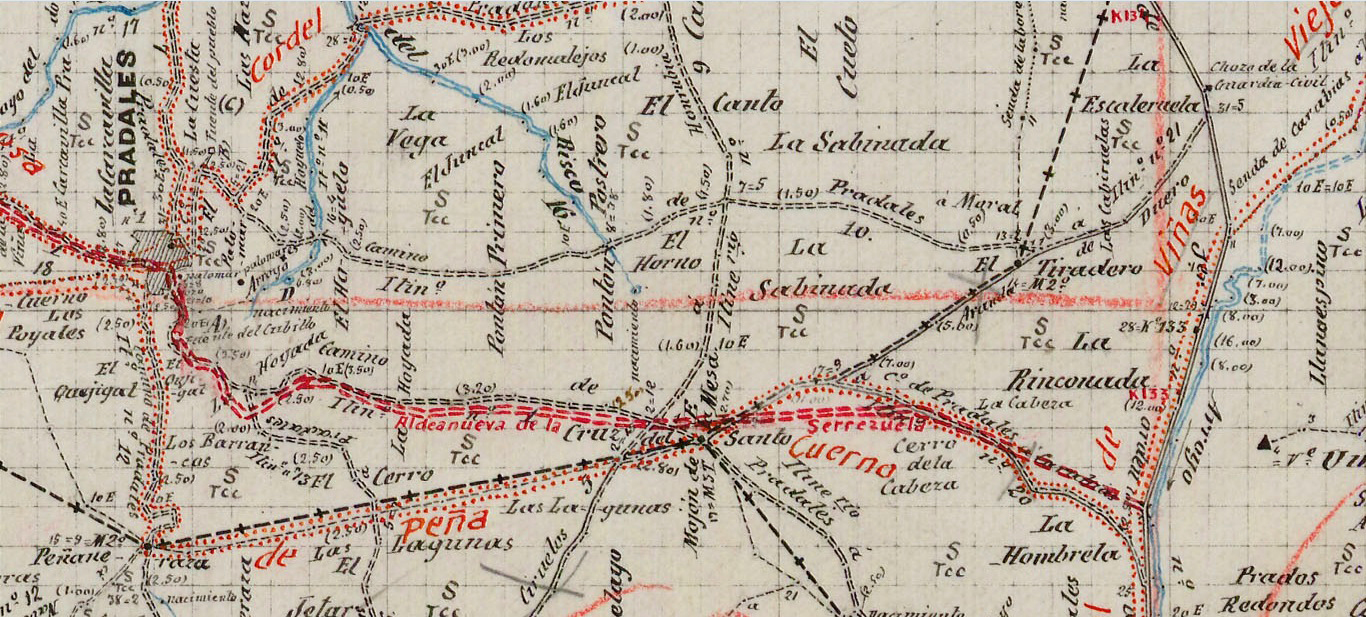
Planimetría de Carabias del año 1902 en donde se aprecian diferentes fitotopónimos en el sector de Pradales: la Sabinada, el Quejigal, el Juncal, Prados Redondos. Instituto Geográfico Nacional (Planimetrías, Altimetrías y Conjuntas).

Por supuesto que la gran mayoría de fitotopónimos que han llegado hasta nuestros días, son los alusivos a especies vegetales con presencia actual y que incluso aparecen en la toponimia mayor. El ejemplo más importante es el que hace referencia a como se nombró a esta misma sierra y al pueblo con idéntico topónimo cuyo significado se reconoce de forma sencilla, pero igualmente son evidentes los deCiruelos y Fuentenebro, localidades situadas en vertientes opuestas de La Serrezuela: 

- «El nombre de este pueblo del nordeste de la provincia, situado al este de la Serrezuela llamada de igual modo, tiene una inspiración vegetal, pues pradales significa pastizales.»
- «Posiblemente fueran los fundadores de la aldea quienes bautizaron el lugar con el topónimo de Ciruelos, por la presencia de tal árbol. Sea como fuere, este tipo de frutal se ha mantenido aquí desde aquellos lejanos tiempos hasta la actualidad […]»

- «Fuentenebro es un macrofitotopónimo cuyo significado literal es fuente del enebro.»

De la importancia que el entorno imprimía en la vida cotidiana de los habitantes de estos montes y de como les fue imposible sustraerse a la presencia natural de las especies vegetales silvestres que prosperaban en su territorio, valga como ejemplo la toponimia presente en Navares de las Cuevas, en donde encontramos un «catálogo» completo de sus especies de mayor porte:
«De los tres "Navares" de la provincia, es el más septentrional, situándose al pie de la vertiente sur de la Serrezuela de Pradales. En su microfitotoponimia se ven reflejadas las principales especies arbóreas que protagonizan la vegetación de esta pequeña sierra, como el quejigo, el fresno y la encina. [También está presente el endrino, el avellano, el roble, el enebro, el ciruelo y el espino albar]»
Atendiendo a las diversas fuentes en las que se puede consultar sobre el patrimonio toponímico, es posible establecer una relación de los más relevantes fitotopónimos, alusivos mayoritariamente a especies silvestres; y zootopónimos actualmente usados o cuya memoria aún se guarda en los pueblos considerados interiores de la Serrezuela, aunque en ciertos casos algunos de estos nombres pudieron haber sido dados por personas de fuera, en principio gentes que con inmensos rebaños de ovejas, de forma trashumante, durante siglos transitaron por las cañadas o cordales que discurren por estos parajes, fundamentalmente durante el auge del Concejo de la Mesta, siendo uno de estos itinerarios el que discurría por el cordal del sector central de la sierra de Pradales.
| Población                     | Fitotopónimo | Zootopónimo | Población             | Fitotopónimo | Zootopónimo | Población                                      | Fitotopónimo | Zootopónimo |
| ----------------------------- | --- | --- | --------------------- | --- | --- | ---------------------------------------------- | --- | --- |
| Aldeanueva de la Serrezuela   | - Fuentejuela - Fuente Tejuela - La Tejera - Fuente Tejera - Arroyo de la Tejera - Pico del Tejo - Chorro de la Tejera - La Carrascosa - La Carrasca - El Rebollar - Fuente Yedra - Fuenteyedra - Fuenterubio - Fuente Rubio - Arroyo Fuente Rubio - Peña Rubia - Peñarubia - Mata de las Viñas - El Tomillo - El Sabuquero      | - Fuente Merina - Fuentemerinas - Hoyo Águila | Honrubia de la Cuesta | - Valdeavellano - La Tejera - Arroyo de Valdeavellano - Riofresno - Arroyo Riofresno - El Piñonar - Los Nogales - Carrafuentenebro - Carramoral - La Juncadona - Los Olmos Arroyo de los Olmos - Las Zarzas - Camino de las Zarzas - El Plantío Nuevo - Fuente del Prado - Ermita del Lirio                       | - Cañada Real de Merinas - Cueva de la Zorra - Cabeza del Corzo - Cabeza Merino - Las Buitreras - Camino de las Vacas - Cerro de los Conejos - Cerro de la Fuente del Sapo | Navares de las Cuevas                          | - Valendrino - Alto de las Encinas - Siete Encinas - La Carrascada - Los Linares - Arroyo Valdeavellano - El Quejido - El Enebro - El Enebrón - El Bardal - Los Abrojales - El Juncar - Espalda Viñas - La Juncada - Fuente de los Juncares - La Ladera del Roble - El Tomillar - El Marojal - Valdeciruelos - Valdefresno - Valdemajuelos - La Vega del Espino                                                             | - El Colmenar - Valdecigüeñino |
| Carabias, Ciruelos y Pradales | - Valendrinos - Los Linares - El Quejigal - El Tomillar - Valdeciruelos - El Juncal - El Piñonar - La Sabinada - Las Viñas Viejas - Cerro de Viñas Viejas - Pico Cebollero - Los Pinos - Llano Espino - Llanoespino - Carrascalejo - Prados Redondos - Siete Encinas - Cerro de la Mata - La Parra - Los Ciruelos - El Garbanzal | - Peñacuerno - Peña Cuerno - Lastra de Peñacuerno - Cañada Real de Merinas - La Loba - Los Gansos - El Piojar - Las Piojosas - Las Conejeras - Barranco del Colmenar - Las Cabezas - Meaperros | Navares de Enmedio    | - Valendrinos - Siete Encinas - Cañada Real de Siete Encinas - Arroyo del Prado - Camino del Carrascalejo - La Carrascada - Espinarejos - Valdemajuelos - Valdefresno - Arroyo de Valdefresno - Pico Valdefresno - Los Pinarejos - Arroyo de los Linares - Alto de las Gayubas                                    | - El Cuerno - Peñacuerno - Peña Cuerno - El Borrico - Pino del Borrico - Cañada Real de Merinas - La Lobera - Las Culebras - Las Zorreras - Valdevacas                     | Villaverde de Montejo y Villalvilla de Montejo | - El Bercial - Majada de los Berciales - La Tejera Vieja - La Pinada Alta - La Pinadilla - El Pinar - Las Carrascas, Carrascada - Las Praderas - La Viña - Majada de los Enebros - Los Enebralejos - Las Encinillas - La Encina Alta - El Espino - El Estepar - Los Majuelos - La Zarza - Carramoral - Los Centenares de las Encinas - El Centeno - Peña Romero - La Hoyada del Moral - Prado Garios - Encimero de Gayuboso | - Peña del Cuervo - Cabeza Oveja - Cabeza Ovejo - Meaperros - Los Colmenares - Peña Colmena - Peña Águila - Cerro del Águila - Cerro de los Conejos - El Grillo - El Morueco - Valdepardebueyes - Peñalgato - Peña del Gato - Senda de los Cochinos - Peña Raposa - Cabeza del Corzo - Cabeza Merino - Pozo Calostros |
| Aldehorno                     | - El Prado - Valdeprados - Cerro de Valdeprados - Los Pradillos - El Cañamar - Barranco Encinero - La Mata - El Estepar - Los Saucales - Los Olmillos - La Zarza - El Zarzobal, Carrascas - Cañada de las Carrascas | - La Merina - Cañada Real de Merinas - Cañada de Gameros - La Buitrera - Los Palomares - Camino del Palomar                                                                                    | Torreadrada           | - El Carrascal - Poza de la Carrasquilla - La Pradera - La Dehesa - Arroyo Valdespina - La Tejera - El Cerezo - El Enebral - El Berzal - Los Enebros - El Espinillo - La Fresnera - Valdecornejo - Val de Cornejo - Los Moralejos - El Rebollar - Fuentejuela - Fuente Tejuela - Fuente Olmilla - Prado del Sauce | - Valdeconejos - La Vaqueriza - La Piojosa - Fuente Piojosa - Fuente Merinas - Fuentemerinas - Hoyo Lobero - Cañada de Ganados - Los Palomares - Los Colmenares            | Valdevacas de Montejo                          | - La Alameda - La Tejera - Los Centenos de Bartolo - El Pinar - Valdepinar - El Pinarejo - El Espino - Los Andimajuelos - Carramoral - Cabecilla del Moral | - Valdevacas - Valdelaboyada - Las Aguilillas - Los Colmenares - Cantaburros |

Fuentes: La Flora y la Fauna en la toponimia segoviana. Estudio sobre el léxico de la Naturaleza en la provincia de Segovia. Mario Sanz Elorza. Caja Segovia Obra Social y Cultural Planimetrías, Altimetrías y Conjuntas. Instituto Geográfico Nacional Topónimos de Segovia. Guillermo Herrero Gacimartín, Roberto Pascual Blázquez, Paula Piñuela Monjas y Manuel Pascual Toral. toponimosdesegovia.es

## Clima

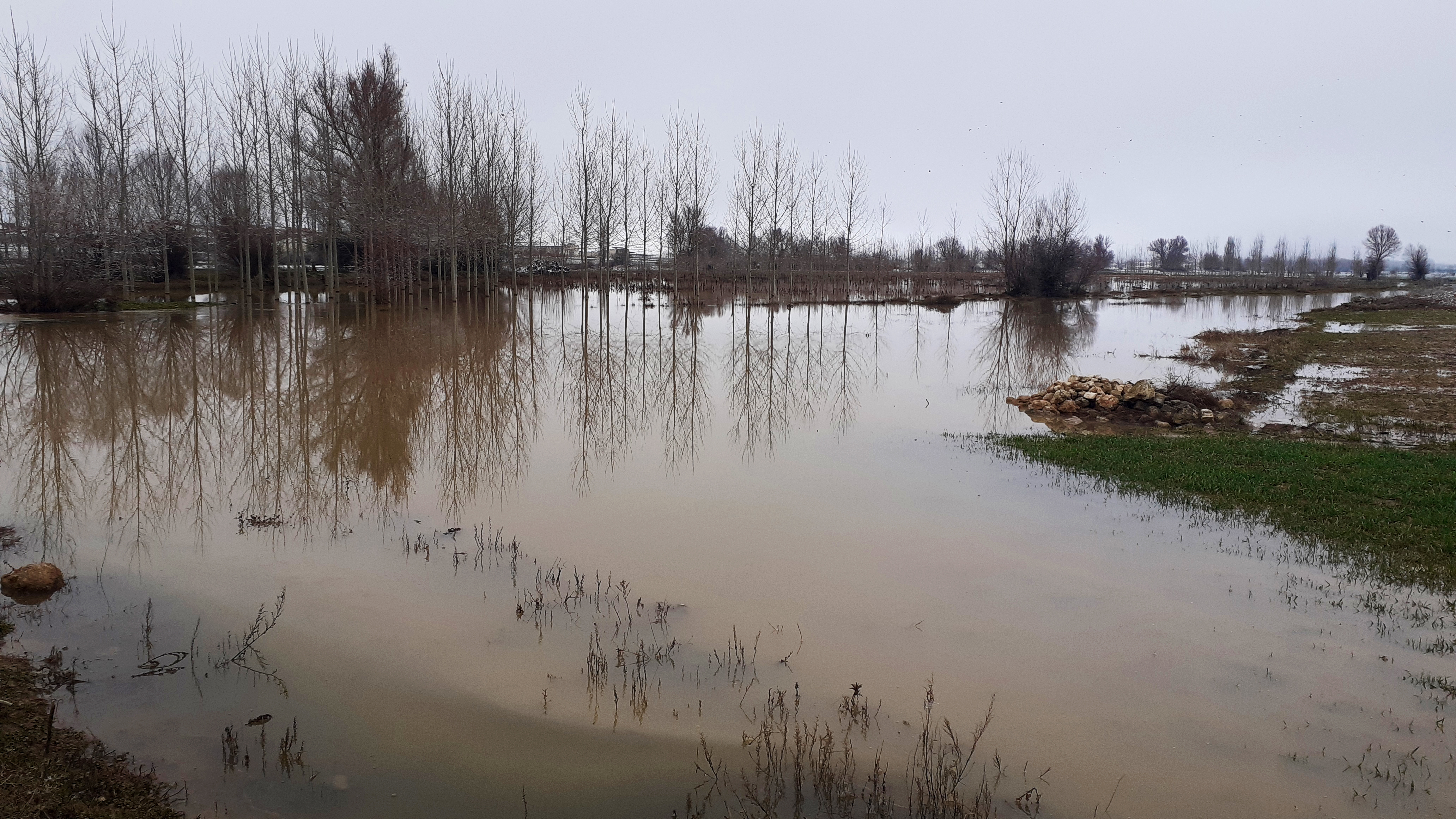
En las inmediaciones de El Olmillo (Segovia) los márgenes del río Ayuso anegados por las crecidas después de unas copiosas lluvias en su amplia cuenca que mayoritariamente desciende desde la Sierra de Pradales.

La relativa escasa diferencia de altura entre las zonas más elevadas de la Serrezuela y las llanuras circundantes, no aportan gran variación de temperatura entre estos ámbitos geográficos, y climáticamente apenas si se distingue alguna en cuanto a la potencia de los vientos y la pluviometría.
«Puede pensarse que la mayor altitud o el carácter abierto que introduce el relieve de la Serrezuela produjesen modificaciones climáticas de descenso de las temperaturas, incremento de las heladas o falta de abrigo capaces de reducir las posibilidades agrarias hasta los límites referidos. Sin embargo las altitudes no son muy grandes, ni tampoco las consecuencias térmicas resultan decisivas […]»
El Mapa Climático de España sitúa esta zona entre las isoyetas de 500 y 600 mm de precipitación anual, cifra ligeramente superior a la que el mismo documento ofrece para el inmediato páramo burgalés, con la isoyeta que marca un máximo de 500 mm anuales y apenas unos pocos litros más en la campiña de Segovia que arranca hacia el sur en el piedemonte de la Sierra de Pradales,no obstante no es infrecuente que en sus estribaciones se obtengan acumulados anuales de 800 mm.
Existe una estación meteorológica de AEMET en Aldeanueva de la Serrezuela que por su cercanía al cordal principal y de mayor altitud, se convierte en una interesante referencia para la obtención de los datos meteorológicos de estos montes, previa introducción de los necesarios datos correctores en función de las orientación y altura respecto a la ubicación de dicha estación.
| Parámetros climáticos promedio de Aldeanueva de la Serrezuela en el periodo 1966-2003                                                             | Parámetros climáticos promedio de Aldeanueva de la Serrezuela en el periodo 1966-2003 | Parámetros climáticos promedio de Aldeanueva de la Serrezuela en el periodo 1966-2003 | Parámetros climáticos promedio de Aldeanueva de la Serrezuela en el periodo 1966-2003 | Parámetros climáticos promedio de Aldeanueva de la Serrezuela en el periodo 1966-2003 | Parámetros climáticos promedio de Aldeanueva de la Serrezuela en el periodo 1966-2003 | Parámetros climáticos promedio de Aldeanueva de la Serrezuela en el periodo 1966-2003 | Parámetros climáticos promedio de Aldeanueva de la Serrezuela en el periodo 1966-2003 | Parámetros climáticos promedio de Aldeanueva de la Serrezuela en el periodo 1966-2003 | Parámetros climáticos promedio de Aldeanueva de la Serrezuela en el periodo 1966-2003 | Parámetros climáticos promedio de Aldeanueva de la Serrezuela en el periodo 1966-2003 | Parámetros climáticos promedio de Aldeanueva de la Serrezuela en el periodo 1966-2003 | Parámetros climáticos promedio de Aldeanueva de la Serrezuela en el periodo 1966-2003 | Parámetros climáticos promedio de Aldeanueva de la Serrezuela en el periodo 1966-2003 |
| Mes | Ene.                                                                                  | Feb.                                                                                  | Mar.                                                                                  | Abr.                                                                                  | May.                                                                                  | Jun.                                                                                  | Jul.                                                                                  | Ago.                                                                                  | Sep.                                                                                  | Oct.                                                                                  | Nov.                                                                                  | Dic.                                                                                  | Anual                                                                                 |
| --- | ------------------------------------------------------------------------------------- | ------------------------------------------------------------------------------------- | ------------------------------------------------------------------------------------- | ------------------------------------------------------------------------------------- | ------------------------------------------------------------------------------------- | ------------------------------------------------------------------------------------- | ------------------------------------------------------------------------------------- | ------------------------------------------------------------------------------------- | ------------------------------------------------------------------------------------- | ------------------------------------------------------------------------------------- | ------------------------------------------------------------------------------------- | ------------------------------------------------------------------------------------- | ------------------------------------------------------------------------------------- |
| Precipitación total (mm) | 36.70                                                                                 | 34.00                                                                                 | 51.90                                                                                 | 62.40                                                                                 | 31.50                                                                                 | 22.60                                                                                 | 22.00                                                                                 | 20.80                                                                                 | 31.10                                                                                 | 57.20                                                                                 | 55.10                                                                                 | 49.80                                                                                 | 504.20                                                                                |
| Fuente: Ministerio de Agricultura, Alimentación y Medio Ambiente. Datos de precipitación para el periodo 1966-2003 en Aldeanueva de la Serrezuela |                                                                                       |                                                                                       |                                                                                       |                                                                                       |                                                                                       |                                                                                       |                                                                                       |                                                                                       |                                                                                       |                                                                                       |                                                                                       |                                                                                       |                                                                                       |

## Historia

### Prehistoria
En la Sierra de Pradales se localizan diversos yacimientos paleontológicos como por ejemplo los correspondientes al Pleistoceno en Ciruelos de Pradales y Encinas. Igualmente también existen evidencias arqueológicas de su poblamiento primitivo, como por ejemplo en el yacimiento de La Mata en Aldehorno a escasos metros del arroyo de la Serrezuela.

Además del de La Mata, otros yacimientos de época paleolítica en la zona de influencia de la Sierra de Pradales son Las Nazas y Prado Laguna en las inmediaciones del propio pueblo de Pradales, Las Cuestas en Fresno de la Fuente, Los Medianos y Cerro de San Juan en Cedillo de la Torre y Las Encinas en Bercimuel.
«En este interfluvio juega un papel fundamental la Serrezuela de Pradales, que se erige sobre las llanuras de la Meseta y tiene un papel primordial a la hora de distribuir las aguas de los arroyos de la zona. En esta zona, la red fluvial tiende a encajarse con facilidad, generando terrazas de escasa entidad, así como una abundancia de abrigos y paredes rocosas que jalonan algunos valles y que debieron jugar un papel importante de cara al establecimiento en la zona por parte de los grupos paleolíticos […]»

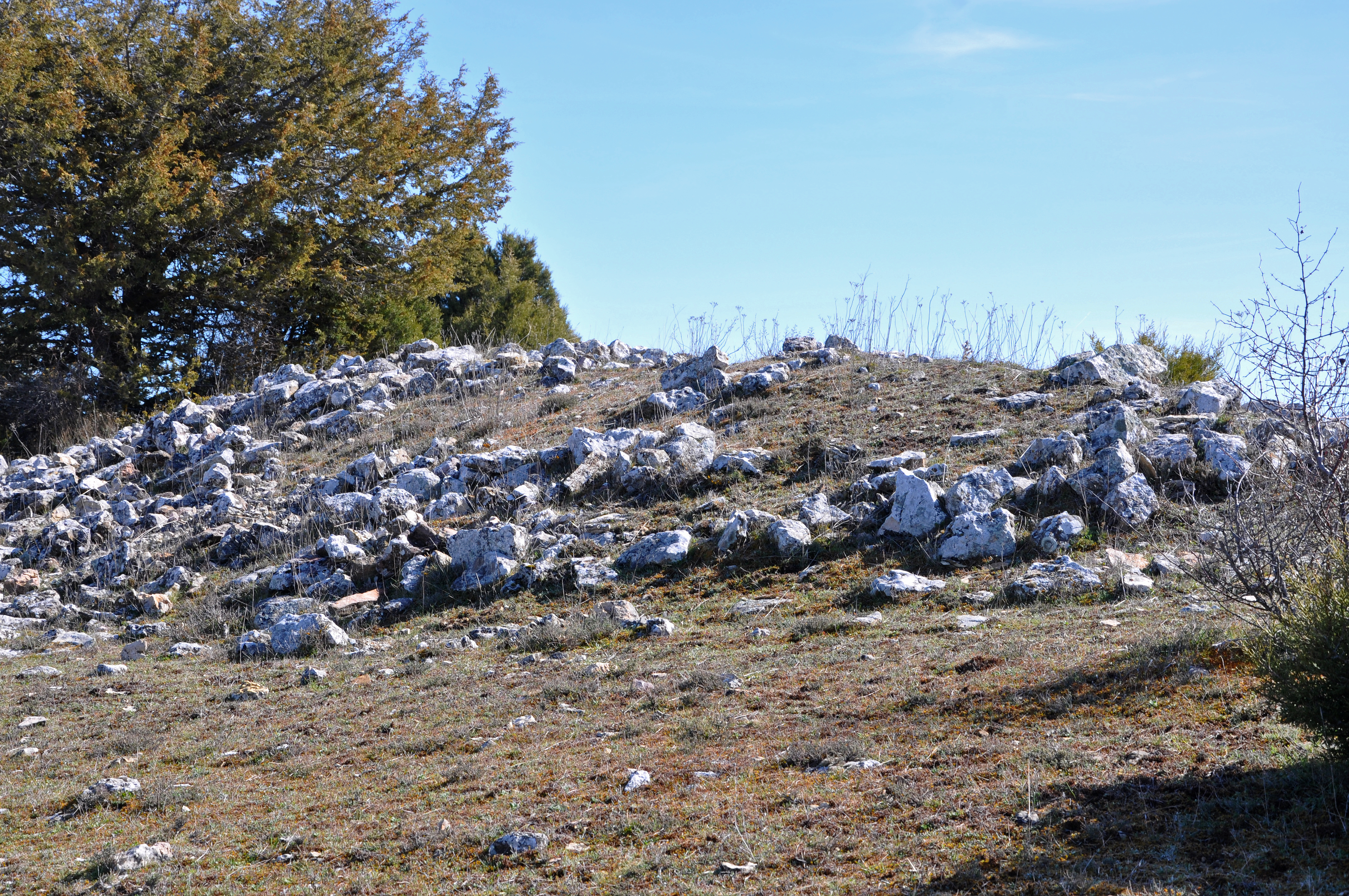
Restos de un muro defensivo de origen arévaco en el yacimiento de Los Quemados en Carabias.

De épocas posteriores y con posible origen en la Edad de Hierro se localiza el yacimiento de Los Quemados en las inmediaciones de Carabias, uno de los de mayor extensión en la zona, con aproximadamente 12 ha. de superficie.
«Así mismo, son estos medianos y medianos - grandes núcleos (3 a 5 y 5 a 10 hectáreas, respectivamente) los que controlan las rutas de comunicación con el exterior del territorio que nos ocupa, tanto hacia el ámbito vacceo como con respecto a los pasos serranos hacia la Meseta Sur. En este sentido, tenemos noticia de que se trabaja en la actualidad al respecto de Los Quemados, que controla el acceso del medio Duratón hacia el norte a través de la Sierra de Pradales […]»

### Edad Media
En el año 943 y como serram de Monteio encontramos la primera mención escrita que hace referencia a la Sierra de Pradales o alguno de los topónimos existentes en su geografía. En este mismo documento también aparecen citados Ordiales, el actual Urdiales, paraje del despoblado del mismo nombre en el término de Torreadrada, y la Fuente Adrada, forma antigua para referirse a esta población. Dicho documento es un diploma de la donación realizada por el conde Asur Fernández por consejo del rey Ramiro II, y sólo tres años después de la conquista de Sepúlveda por el conde Fernán González:
«[…] locum pro subsidio fratum iuxta serram de Monteio, id est, Fontem quem nuncupant Adrada, in termino de Sagramenia, ex parte Ordiales, Sicut discurrunt aquae ad Sagrameniam et de via de Ruviales, et ex alia parte, quem dicunt Castrum de Fratres […]»
«En lo que atañe al condado de Monzón, sito entre los de Saldaña-Carrión y Castilla, la primera mención del mismo que ha llegado hasta nosotros data del 26 de diciembre del año 943. en este diploma, calendado regnante rex Ranimiro in Obeto et in Legione et comite Assur Fredinandiz in Montson, el conde Asur Fernández con su esposa Guntroda e hijos donan al monasterio de San Pedro de Cardeña el Lugar llamado Fuente Adrada, sito junto a la sierra de Montejo, en el término de Sacramenia, según corren las aguas hacia dicha Sacramenia. Estos datos nos permiten ubicar esta Fuente Adrada hacia la actual Torreadrada, en la vertiente de la Sierra de Pradales, cuyas aguas efectivamente corren hacia Sacramenia»

Comunidades de Villa y Tierra de Castilla (s.X-XII), en cuyos territorios se encontraba la Sierra de Pradales.

Durante la Edad Media y con motivo de las sucesivas repoblaciones impulsadas por los reyes cristianos según reconquistaban nuevas áreas, para consolidar el espíritu repoblador entre las gentes que debían habitar esas zonas fronterizas,se instauran las Comunidades de Villa y Tierra en la zona que se conocía como Extremadura Castellana, territorio en el que se encontraba la totalidad de la Sierra de Pradales.
Con sucesivas modificaciones de sus límites territoriales a lo largo de los siglos, las Comunidades de Villa y Tierra que tuvieron intereses en los contornos de esta formación montañosa y en su área de influencia fueron:
- Comunidad de Villa y Tierra de Sepúlveda
- Comunidad de Villa y Tierra de Fresno
- Comunidad de Villa y Tierra de Maderuelo
- Comunidad de Villa y Tierra de Fuentidueña
- Comunidad de Villa y Tierra de Roa
- Comunidad de Villa y Tierra de Aza

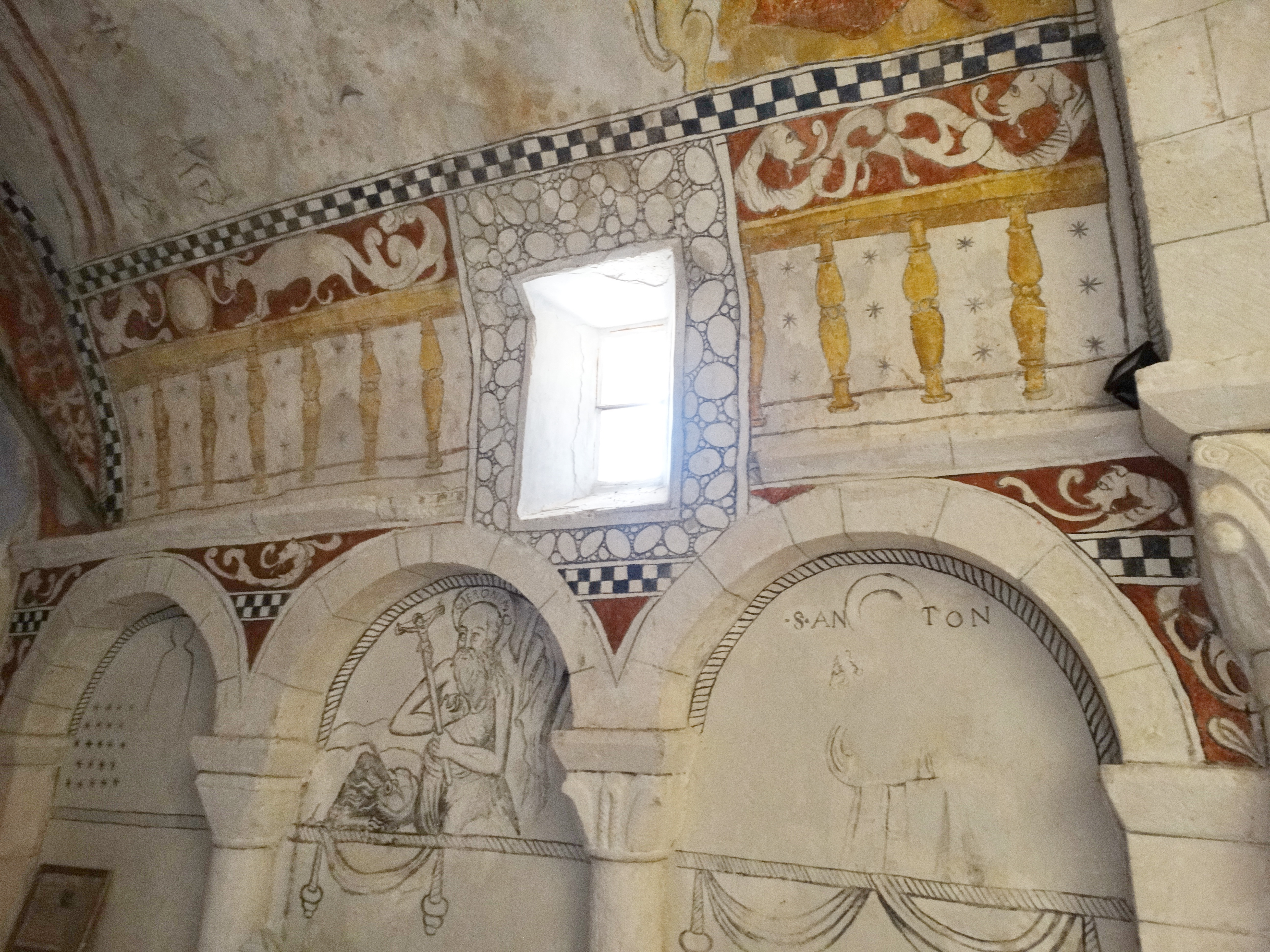
Interior de la ermita de origen románico de la Virgen del Barrio en Navares de las Cuevas.

Es precisamente en la confirmación del Fuero de Sepúlveda por parte de Alfonso VI en 1076 (Fuero Latino), cuando aparece la primera referencia escrita a esta formación montañosa, en donde se la cita como el límite norte de los territorios que eran de dominio de la comunidad sepulvedana, y por tanto la Sierra de Pradales o Serrezuela y las gentes que en ella habitaban o por ella transitaban, se sometían a las leyes concedidas a los nuevos repobladores de estas tierras reconquistadas al sur del Duero y con el centro de poder en la villa de Sepúlveda. 

«El Fuero Latino fijó estos términos: «Et isti sunt sui Termini: de Piron usque ad soto de Salzedon, et a rekeysso de la Moina usque al castro de Fradres, et a fonte Teiola cum Serrizola tenet usque ad illo linar del comde, et comodo tenet flumen de Aza usque ad Aellon directum ad serra.» 
No obstante se desconoce si en los privilegios o fueros otorgados por el conde Fernán González, ya fuesen estos orales o escritos, pero en cualquier caso actualmente desconocidos o desaparecidos, se citaba también a la Sierra de Pradales o Serrezuela como límite primitivo de la recién creada Comunidad de Villa y Tierra de Sepúlveda. 

En cualquier caso, la traducción del texto latino de 1076 al castellano actual, refleja unos límites con algunos topónimos que todavía generan dudas en cuanto a su identificación y situación geográfica en la cartografía presente. Igualmente muestra unos límites poco concretos o definidos, incluso sin citar por ejemplo los del sur, si es que existían, ya que con total seguridad en aquella época se encontrarían en constante movimiento hacia la Sierra de Guadarrama, a la que ni siquiera se menciona. 

«La comunidad sepulvedana abarcaba, pues, desde el río Pirón hasta el soto de Salcedón; seguía por el requejo de la Moína hasta Castro de Frades, la fuente Tejuela en la Serrezuela y el linar del Conde, continuando por el río Riaza hasta Ayllón, directamente a la Sierra.» 
Es precisamente la referencia que en el Fuero Latino se realiza a la Serrezuela, la que de forma más concreta identifica uno de los lugares que se citan como los límites de la Comunidad de Villa y Tierra de Sepúlveda y además con una correspondencia indudable con el topónimo presente. Este lugar es el que actualmente en el término de Aldeanueva de la Serrezuela encontramos como Fuente Tejuela o Fuentejuela en el inicio de un arroyo y a escasos dos kilómetros del nacimiento de otro en la Fuente de la Tejera; sin duda cualquiera de ambas la misma "fonte Teiola cum Serrizola" que se cita en la confirmación del Fuero de Sepúlveda por parte de Alfonso VI. 

Sobre la identificación de alguno de los límites citados en el Fuero Latino y que recoge Atilano González Ruiz-Zorrilla en su trabajo “Los términos antiguos de Sepúlveda”, publicado en “Los Fueros de Sepúlveda” en 1953, ciertos estudiosos muestran dudas respecto a la identificación que hace de alguno de los lugares que aparecen en dicho privilegio de 1076, algo comprensible por su descripción menos detallada, pero ninguna sobre la que aporta en lo referido a ese punto tan exacto que se identificaba en la frontera norte de la comunidad sepulvedana coincidente con la Sierra de Pradales:  
«De Frades, dando un gran salto, se pasa a Fonte Teiola, manantial en la Serrezuela, ya cerca del límite actual de la provincia de Segovia y en el término municipal de Aldeanueva de la Serrezuela. La Serrezuela -la Sierra, no el río- entraba también en la delimitación. Y continuando probablemente por las estribaciones meridionales de este macizo montañoso, la mojonera llegaba ad illo Linar del Comde, hoy Linares del Arroyo, junto al río Riaza.» 
Es en la revisión del Fuero de Sepúlveda a través de la ratificación realizada en 1305 por el rey Fernando IV de Castilla,  cuando los límites de la Comunidad de Villa y Tierra de Sepúlveda aparecen con algo más de detalle, manteniéndose la frontera norte de este territorio en la Sierra de Pradales o Serrezuela, forma esta última preferida en los documentos que a ella se referían durante la Edad Media. 
En cualquier caso, en ese espacio de más de dos siglos que transcurrieron entre la redacción en 1076 del Fuero Latino de Alfonso VI y el Fuero Romanceado o Fuero Extenso de Fernando IV en 1305, el mojón que identificaba aquel límite norte de este territorio privilegiado por los reyes se mantuvo como referencia, al tiempo que se introdujeron otros topónimos que aportaron mayor concreción a las fronteras de la Comunidad de Villa y Tierra de Sepúlveda, algo lógico ya que en aquellos más de 200 años se había consolidado el territorio repoblado al sur del Duero, y frontera cristiana se había desplazado al otro lado del Sistema Central, ya en plena cuenca del río Tajo, y por tanto grandes extensiones al sur de la Sierra de Guadarrama también pasaron a formar parte del territorio segoviano. 

Además de la Serrezuela y de la antigua forma para designar la Fuente de la Tejera, se identificaron las fronteras en esta confirmación del fuero realizada en tiempos de Fernando IV, introduciendo nuevos topónimos que actualmente también encontramos en la Sierra de Pradales, en su piedemonte o en sus inmediaciones, como la fuente de las Carabias, cabeza de Ordiales (topónimo en Torreadrada) y Cuerno-penna (pico de Peñacuerno): 

«Et desde Sancta vá derecho al arroyo, é el arroyo arriba fasta la fuente de las Carabias, é vá derecho el lomo arriba a Penna-arenaza. Et de Penna-arenaza vá derecho á Cuerno-penna, é descende vá derecho por cima de Serrezuela, é vá derecho a la fuente de Fuentelejula; et por cima del lomo va derecho a la cabeza de Ordiales; et de la cabeza de Ordiales, asi como vá derecho al Enebro que está á la cabeza del Castro.» 

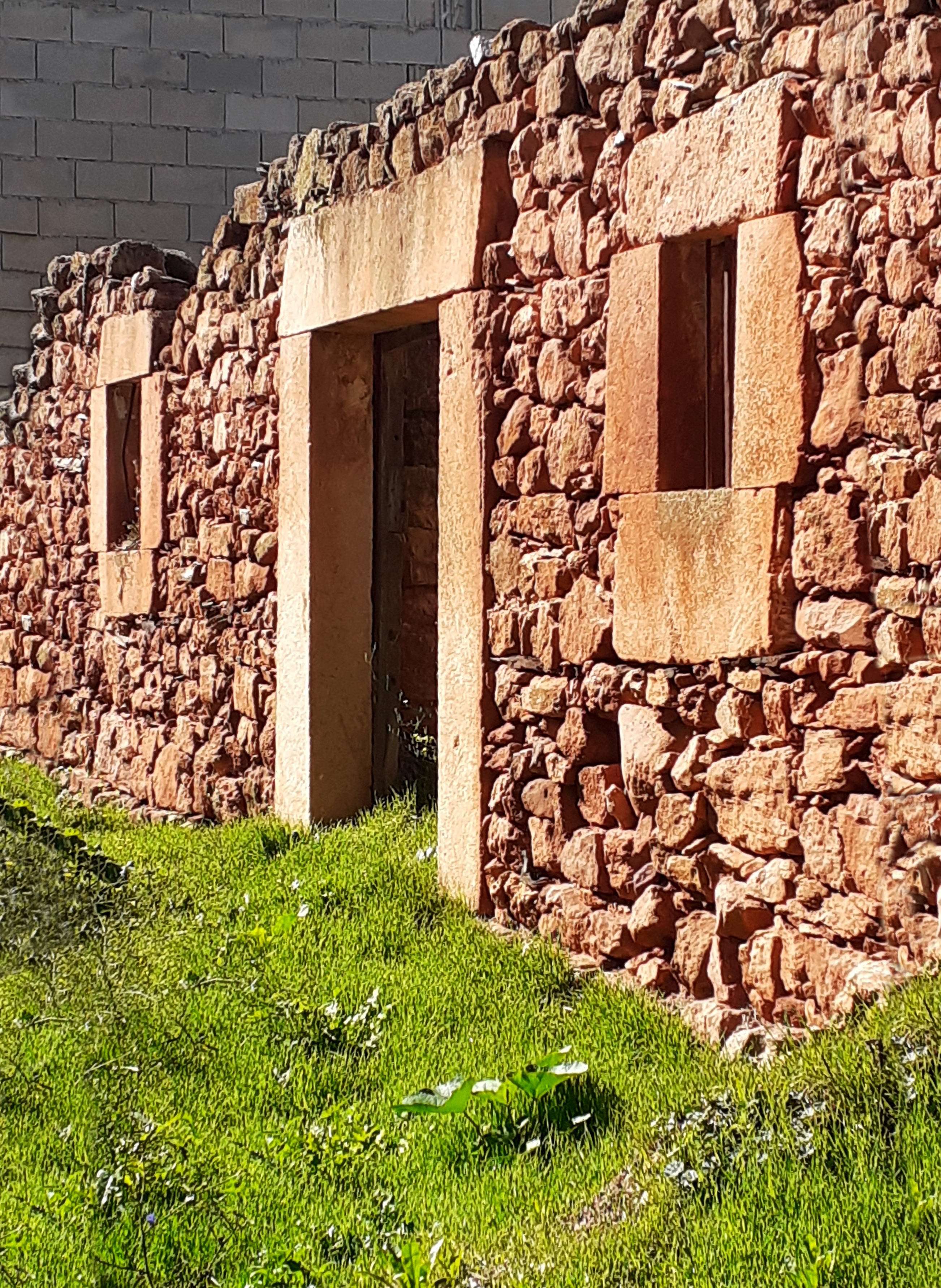
Vivienda de arquitectura popular en ruinas, posiblemente de entre los siglos XVIII y XIX. Ciruelos de Pradales

Existen referencias posteriores a la Sierra Pradales como territorio de caza en Libro de la Montería del rey Alfonso XI, en este caso citándose topónimos de sus cimas, pasos y poblaciones cercanas a estos montes durante el periodo de su reinado, desde 1312 hasta 1350, intervalo de tiempo que bien podría ser menor ya que a la muerte de su padre y por su minoría de edad, existió un tiempo de regencia hasta su coronación, por lo que este tratado de caza es posible que se redactara durante un espacio de temporal menor coincidiendo sólo con la mayoría de edad, en este caso desde su coronación en 1325.
«La Navares de suso, et los Navares de yuso es todo un monte, et es bueno de puerco en ivierno.
El Enzinar, que es cabe Montejo es buen monte de puerco en ivierno señaladamente en el tiempo de la bellota. Et es la vocería por la senda que vá entre este Encinar, et el monte de Torre Adrada. Et son armadas, las unas al arroyo, et las otras á los prados de Montejo.
El monte que es cabo Torre Adrada, es buen monte de puerco en ivierno. Et es vocería por cima de los Oteruelos, que es entre este monte, et el monte de los Navares. Et que estén algunos en el Portezuelo que es entre estos Oteros. Et son las armadas entre este monte, et el Encinar de Montejo.»

### Guerra de la Independencia

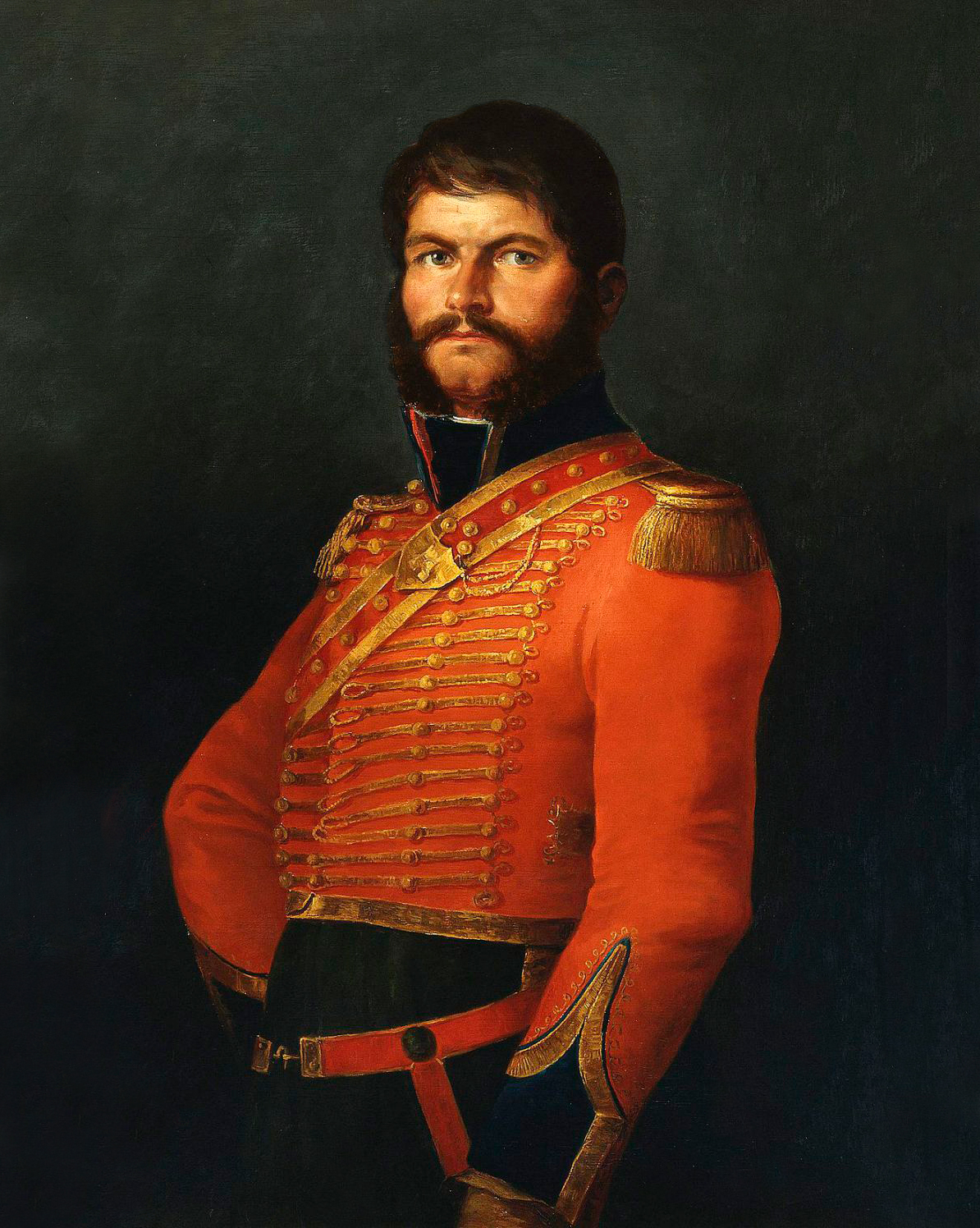
Juan Martín Díez, El Empecinado, llevó a cabo audaces acciones contra columnas y correos franceses para posteriormente ocultarse en la Sierra de Pradales, cuyas primeras estribaciones del oeste no estaban muy alejadas de su localidad natal.

La Sierra de Pradales y sus comarcas aledañas fueron el escenario de diversas acciones guerrilleras que Juan Martín "El Empecinado", Jerónimo Merino "El Cura Merino" y Ramón de Santillán, desarrollaron durante la Guerra de la Independencia Española. Se recogen múltiples hechos de armas en los que con sus partidas hostigaron a las tropas francesas en estos terrenos más agrestes, y en los páramos o campiñas a ambos lados de sus vertientes de Burgos y Segovia, identificándose actualmente en el norte del término de Encinas algunas cuevas que se supone pudieron haber servido de guarida al Cura Merino y a sus guerrilleros, en el terreno montano que existente entre las localidades de Carabias y Navares de las Cuevas.

Existe referencia histórica de la denominada "Acción de Carabias" llevada a cabo por El Empecinado al paso de una columna francesa en servicio de escolta de la familia del mariscal Moncey por dicha población segoviana:

«¡Qué lejos estaría la dama de pensar que iba á caer en las manos del Empecinado que, oculto junto al pueblo de Carabias y dejando pasar la columna de vanguardia, se lanzó sobre el coche, arrebató á su dueña con sus equipajes, alhajas y dinero, y la apartó del camino antes de que la retaguardia tuviese ni aun noticia del suceso! (1)»
«(1) El Empecinado ocultó su presa por el pronto en un monte cercano para transportarla luego á su pueblo […]»

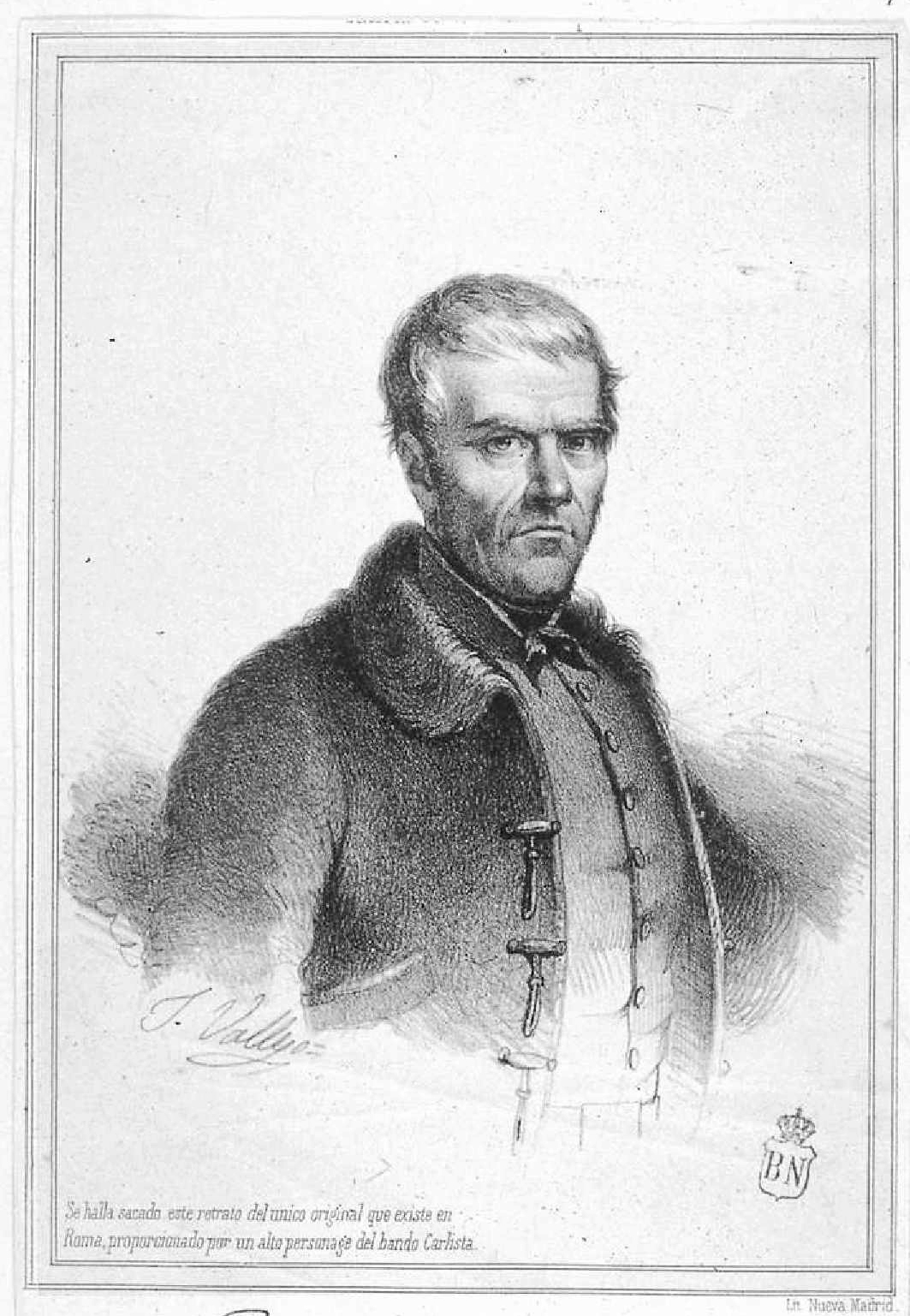
Conocedor de estos parajes, el guerrillero burgalés Jerónimo Merino, el Cura Merino, fue visitante habitual de los contornos de la Sierra de Pradales durante la Guerra de la Independencia.

En el caso del Cura Merino, varias de las acciones más relevantes en las que participó, normalmente acontecieron relacionadas con la Junta Superior de Burgos y Segovia, y por tanto en esta zona limítrofe entre ambas provincias.

Fue precisamente en una de las poblaciones citadas por el rey Alfonso XI a principios del siglo XIV en su “Libro de la Montería”, en Navares de Enmedio, donde tuvo lugar en 1811 la conocida como “Conferencia de Navares”. En ella se reunieron los principales jefes guerrilleros que operaban en la Cuenca del Duero para tratar de alcanzar la necesaria coordinación en sus operaciones contra las tropas francesas. 
«Las relaciones de Merino con la Junta se enfriaron aún más durante los meses siguientes. El cura, asesorado por D. Bonifacio Gutiérrez, reunió en el pueblo segoviano de Navares de Enmedio a los principales guerrilleros de la cuenca del Duero y les propuso actuar conjuntamente.» 

Sobre dicha reunión se hizo eco la prensa de la época, y por ejemplo «El Diario de Mallorca» del 21 de julio de 1811 la reflejó de la siguiente forma:

«Navares 15 marzo. Los comandantes de las partidas patrióticas de castilla la Vieja reunidos aquí en este día crearon un consejo supremo de Castilla, baxo la presidencia del coronel D. Gerónimo Merino, y dividido en tres secciones: militar la primera, y compuesta de los oficiales de guerra D. Ramón Santillán, D. Manuel Tobar, y D. Francisco Castilla para todo lo relativo á este ramo: otra de economía y administración, sus individuos D. Julián de la Peña Medrano, administrador de Peñafiel, D. Francisco Bodega, vecino de Garcillán y D. Bernardo Gordaliza: finalmente otra de política judicial, compuesta por el licenciado D. Vicente de la Gándara, de Torrecilla; D. Félix Mambrilla, de Valladolid, y D. Bonifacio Gutiérrez, de Ezcarai; cuyo objeto es la correspondencia y expedición de papeles públicos y proclamas para dirigir la opinión y conservar el entusiasmo público. Los vocales juraron solemnemente sus cargas en manos del capitán del primer escuadrón de los húsares de Borbón.»

También fue en esta zona nordeste de la provincia de Segovia geográficamente influenciada por La Serrezuela, en donde ocurrió uno de los sucesos que más influyó en Jerónimo Merino en la decisión de tomar las más duras represalias hacia las tropas francesas:
«Esta Junta -que funcionaba con carácter ambulante, resguardándose en los lugares más inaccesibles de las tierras del contorno- había sido sorprendida el 21 de marzo de 1812, en Grado del Pico (Provincia de Segovia, al pie de la Sierra de Ayllón) por una columna francesa procedente de Aranda de Duero y dirigida por un comisario español renegado llamado Moreno.
La citada columna aprisionó a cinco miembros de la Junta y a veinte militares de su escolta, conduciéndolos primeramente a Aranda, desde donde los primeros fueron trasladados posteriormente a Soria y ejecutados allí el 2 de abril, como criminales de derecho común; permaneciendo sus cadáveres expuestos en el patíbulo durante todo un día para escarmiento de sus compatriotas.»

### Bandolerismo y guerras carlistas
El que la Sierra de Pradales constituya el único promontorio sobre la inmensidad de la llanura castellana de la Meseta Norte, siempre ha constituido un elemento de atracción desde el punto de vista bélico, ya no sólo para usarse como punto defensivo, sino también como lugar desde donde poder observar los movimientos de las fuerzas contrarias, pero también para la ocultación y el descanso de las propias después de golpes de mano en los parajes inmediatos menos agrestes, en donde la planicie siempre ha sido menos propensa para servir en labores de retaguardia, retirada o huida.

Como en el resto del país, los años posteriores a la finalización de la Guerra de la Independencia tampoco aportaron una paz total a esta zona, algo que prácticamente se extendió hasta casi el final de la primera mitad del siglo XIX, en principio por elementos inadaptados provenientes de la guerrilla, que transformaron en bandolerismo su anterior forma de vida, algo que no supuso un gran cambio para ellos ya que incluso durante el tiempo que duró la contienda contra las fuerzas de Napoleón, muchos habían convertido la guerra en su modo de vida.

«Las reuniones tuvieron lugar en Navares de Enmedio, cerca de Sepúlveda. Como hemos apuntado, de manera inmediata se comprobó la informalidad total de alguno de los convocados, que "sacaban mas partido extorsionando a los habitantes de los pueblos que combatiendo con los franceses" según escribe Santillán.
Merino volvió a la sierra y encontró que la Infantería que había dejado allí en instrucción, había abandonado el lugar en busca de los recursos que le faltaban, entendiendo Merino que habían desertado, por lo que destituyó a los mandos y los envió al juicio de la Junta, que les dejó en libertad para marchar a otras unidades. En la primavera de este año, Santillán se propuso mejorar las relaciones de Merino con la Junta, rotas desde la conferencia que hemos apuntado de Navares de Enmedio.»
Con una superficie y orografía menos intrincada que los lugares más renombrados de la época del bandolerismo romántico español, como la Serranía de Ronda o la Sierra de Guadarrama, la Serrezuela también fue testigo de asaltos, aunque con ladrones de menor notoriedad y que cuando se enfrentaban a los vecinos de la zona, lo hacían contra unos habitantes que en muchos casos estaban igualmente bregados en la lucha de guerrillas de pocos años antes. 
La prensa de la época recogió diferentes episodios que acontecieron en la Serrezuela de Pradales y en su entorno inmediato, hechos que no siempre pero que ocasionalmente eran simples prolongaciones de la inestabilidad política del momento, no pudiendo apartar el fenómeno del bandolerismo en estos parajes, de los movimientos y enfrentamientos militares que sucedieron durante aquellas guerras carlistas, con pequeños grupos escindidos de las fuerzas contendientes que se pasaban al pillaje como forma de vida o simplemente de sustento.

En el periódico titulado con el curioso nombre de El Cínife, en su edición del 13 de febrero de 1834 se podía leer lo siguiente sobre uno de aquellos sucesos entre ladrones y vecinos:
«-Caso orijinal ocurrido en Aldea-nueva de la serrezuela (partido de Sepúlveda) que consta de 50 vecinos.
El día 20 de enero próximo pasado, sobre las once de 11 mañana, al llegar 6 vecinos del referido pueblo al sitio llamado de Fuente Tejuela á labrar con sus yuntas, observaron que cinco ladrones iban atando y robando á cuantos arrieros llegaban. No pudiendo tolerar los dichos labradores tamaña infamia, se unen los 6, sacan las ondas, arremeten con ellos con las mas furiosas pedradas, despreciando cuantos tiros les disparaban los ladrones (pues los 5 eran armados), lograron hacerles correr, y entonces a las voces de ladrones acudieron otros labradores de Torreadrada y Navares de las Cuevas, y lograron prender á todos 5, que habían robado 5500 rs., y el uno de ellos murió á las tres horas de prenderlos. Tres son de Canalejas, uno de Peñafiel y otro de Rávano. Todos están bien asegurados. Si en muchos pueblos imitasen á estos honrados labradores, creemos que se disminuiría la grande epidemia de ladrones.»
En el artículo anterior, además de citarse en El Cínife las localidades originarias de los labradores implicados en la refriega, Aldea-nueva de la serrezuela (Aldeanueva de la Serrezuela), Torreadrada y Navares de las Cuevas, todas incluidas en el ámbito geográfico de la Sierra de Pradales, igualmente aparecen los pueblos de procedencia de los bandoleros, en este caso no muy alejados de la Serrezuela, pero ya en la provincia de Valladolid, de Canalejas (Canalejas de Peñafiel), Peñafiel y Rávano (Rábano), y por tanto a todos los contendientes se les podría considerar comarcanos.
Igualmente llama la atención que dicho suceso de bandolerismo sucediera en parajes y poblaciones que reiteradamente han sido citados en diferentes documentos medievales redactados bastantes siglos antes, Aldeanueva de la Serrezuela, Fuente Tejuela, Torreadrada y Navares de las Cuevas, detalle que no debe pasarse por alto cuando se trata de estudiar la antigüedad y el origen de los diferentes topónimos que muchos siglos después aún se mantienen en la zona de influencia de La Serrezuela.

## Comunicaciones

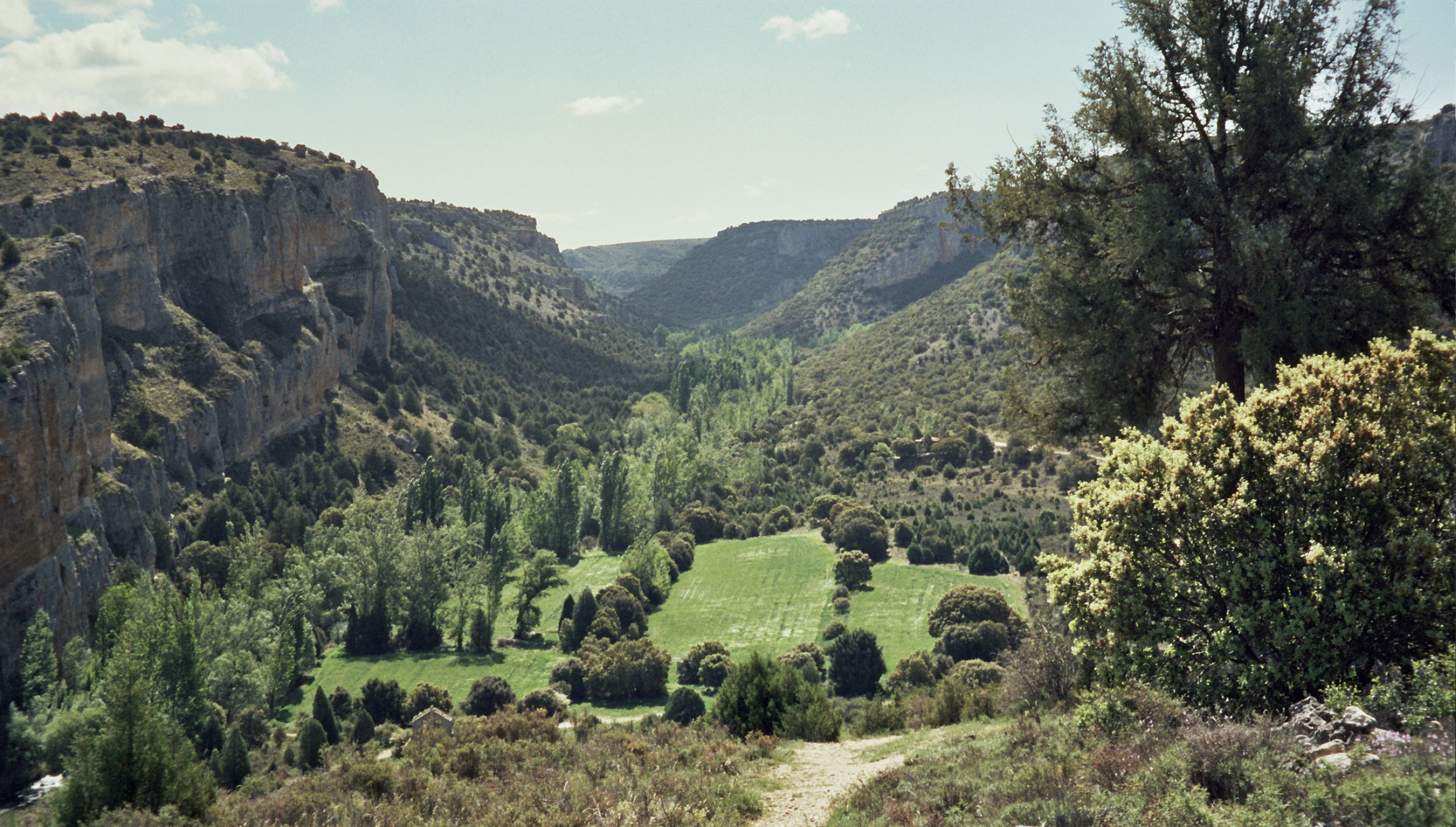
Hoces del río Riaza en Montejo de la Vega de la Serrezuela, en la reserva natural a la que se accede desde el sur por la SG-V-9322.

Las vías de comunicación por carretera que recorren las zonas más abruptas de la Sierra de Pradales son:
- La carretera SG-V-2331 (Barbolla a la Ctra. de Roa por Navares de Enmedio) atraviesa perpendicularmente el sector central de esta sierra, uniendo las poblaciones de Navares de las Cuevas y Aldeanueva de la Serrezuela a través del único puerto de montaña, el Alto de la Serrezuela que se corona a 1.317 m s.n. m.
- La carretera SG-V-2414 (Aldeanueva de la Serrezuela a la A-I por Pradales) recorre en paralelo la vertiente norte por el piedemonte del sector central.
- La carretera SG-V-9322 (Fuentemizarra a Montejo de la Vega de la Serrezuela) une las poblaciones del sector este de la Sierra de Pradales con un trazado que discurre en paralelo a la Autovía del Norte, separada de esta unos 3 km. Igualmente comunica lugares de interés de esta zona nordeste de la provincia de Segovia, la ermita Santuario de Nuestra Señora de Hornuez y el Parque natural de las Hoces del Río Riaza.

## Turismo
Una característica fundamental de La Serrezuela es su situación dispersa en el interior de la Meseta Norte, por lo que a pesar de la relativa escasa altitud de su cima más elevada, los casi 1380 m de Peñacuerno constituyen el promontorio más elevado en miles de kilómetros cuadrados a alrededor, pudiéndose divisar desde su cima hacia el norte la Cordillera Cantábrica, al este el Sistema Ibérico y al sur el Sistema Central, apreciándose en este último caso esa característica orientación suroeste-noreste que provoca el paulatino alejamiento según se dirige la vista hacia la provincia de Ávila.

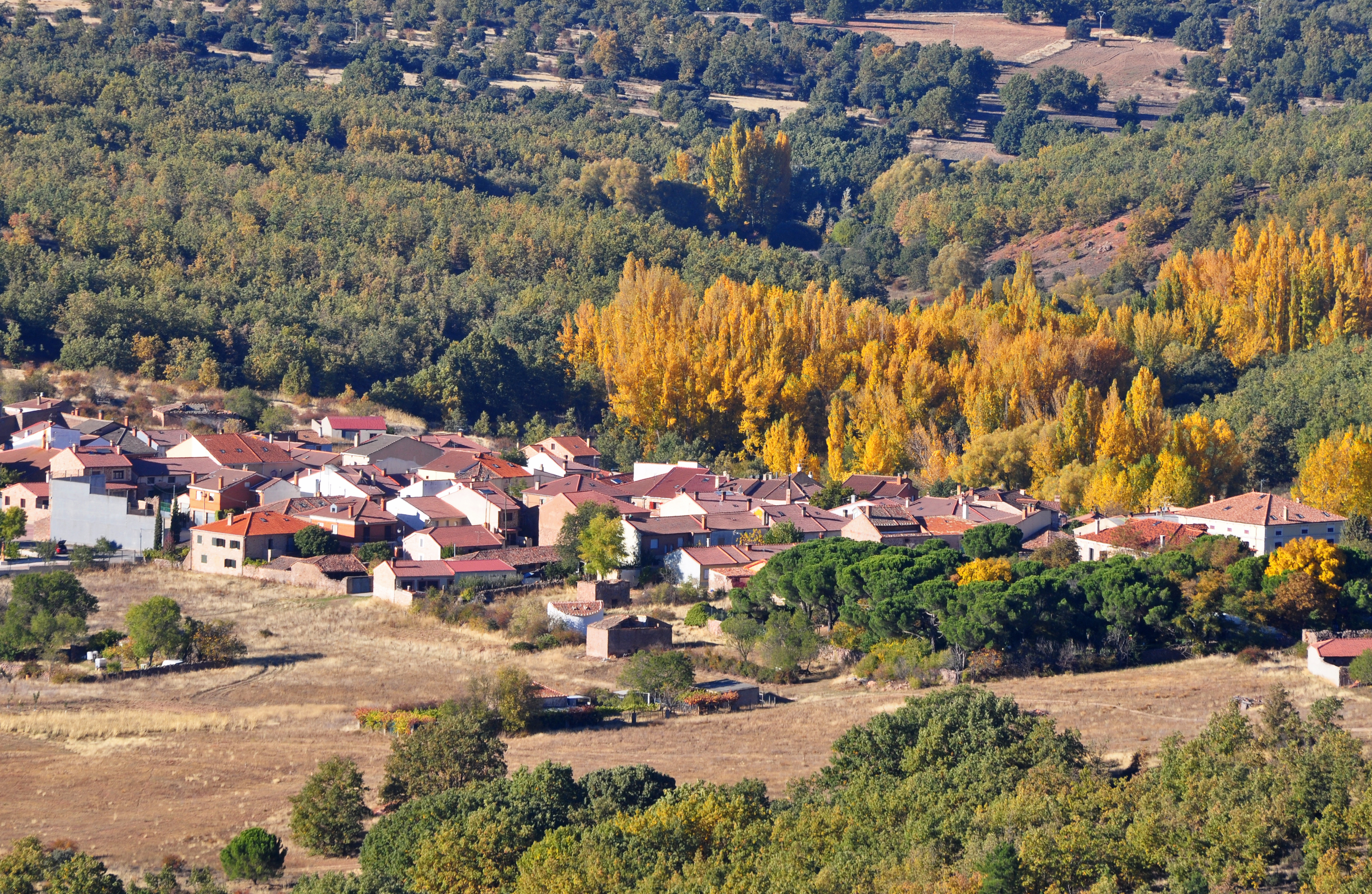
Panorámica de Aldeanueva de la Serrezuela captada desde las alturas de la Sierra de Pradales

Infinidad de caminos recorren el interior y alrededores de la Sierra de Pradales, aunque la senda de referencia para recorrer algunos de sus parajes más interesantes es la que transita en paralelo al arroyo de la Serrezuela, entre las localidades de Aldeanueva de la Serrezuela y Aldehorno y que puede ser realizada de manera circular. Existe un folleto editado por CODINSE (Coordinadora para el desarrollo integral del Nordeste de Segovia) con un detallado itinerario y los datos más relevantes del recorrido en cuanto a flora, fauna, etnografía y geología.
Uno de los reclamos turísticos más importantes en las inmediaciones del sector oeste de la Sierra de Pradales lo constituye el Parque Natural de las Hoces del Río Riaza, cuyo centro de visitantes se encuentra en Montejo de la Vega de la Serrezuela e igualmente en la misma población es interesante la visita al Refugio de Rapaces de Montejo de la Vega creado en 1974 por WWF España.

### Localidades adyacentes
El siguiente diagrama muestra la distancia en línea recta desde las localidades más cercanas a la Sierra de Pradales hasta la máxima elevación de esta, el Pico de Peñacuerno, por cuyos entornos se pueden realizar interesantes rutas de senderismo gracias a su tupida red de cañadas, caminos y senderos, una gran mayoría de ellos usados desde hace siglos por los habitantes de la comarca y en cuyas poblaciones se dispone de un buen número de alojamientos rurales.